# Krakkó történelme

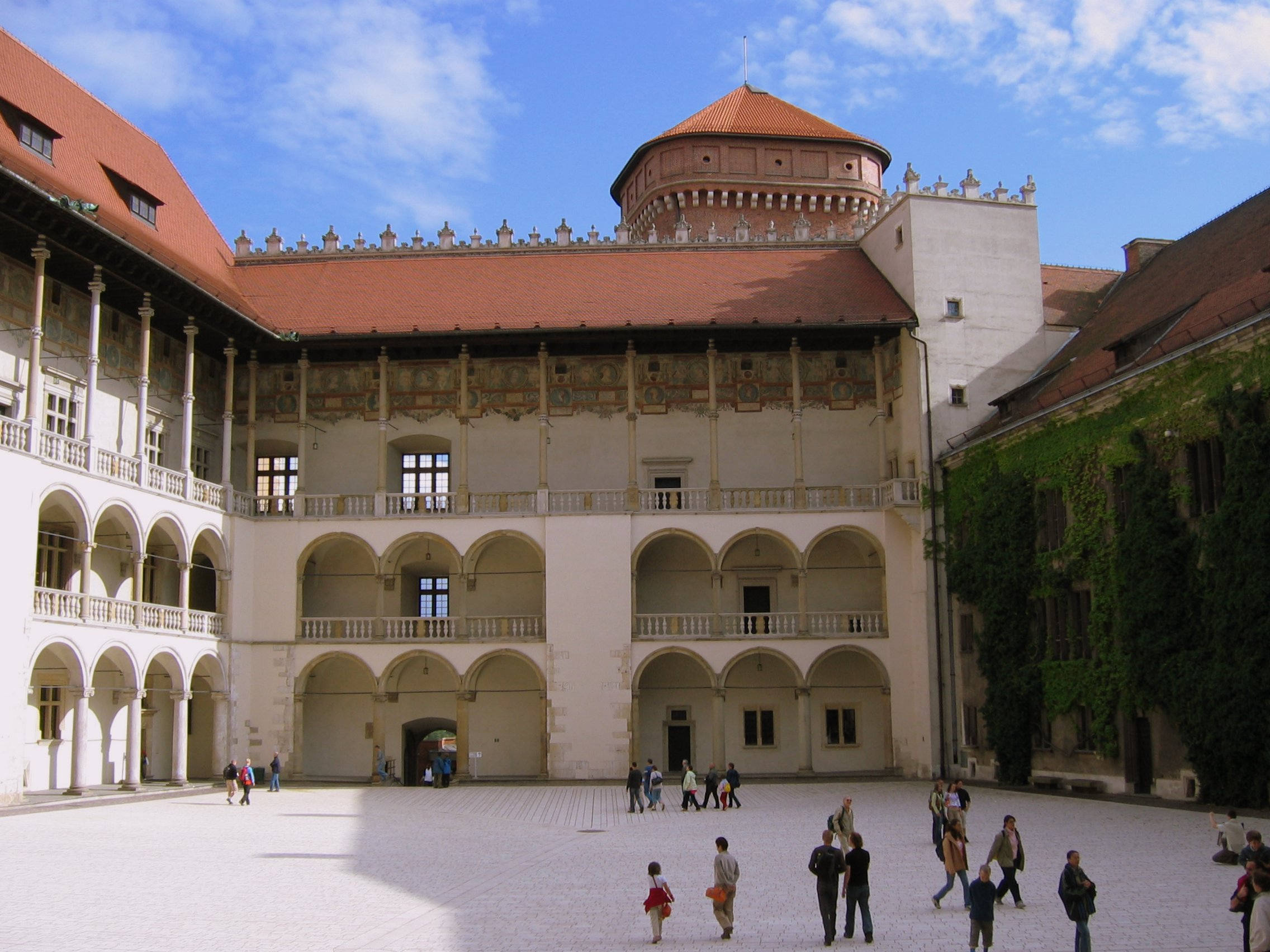
A királyi vár reneszánsz udvara

Krakkó történelme sok évszázadot ölel át, eseményekben gazdag. A település alapításáról több legenda is szól. Volt fejedelmi, azután királyi város. Kereskedők és kézművesek sokasága biztosította felvirágzását, művészei és tudósai hozzájárultak a lengyel kultúra és tudomány fejlődéséhez.

## Őstörténet
Az ember a mai Krakkó területén mintegy kétszázezer évvel ezelőtt jelent meg. Letelepedéséhez megfelelő körülményeket, biztonságos menedéket nyújtó barlangot talált. Táplálékát a folyók és erdők biztosították, a hely bővelkedett nyersanyagokban, a közlekedési utak közelsége jó elérést biztosított.
Krakkó őslakói után két csonkakúp alakú, meredek oldalú mesterséges halom (kopiec) maradt fenn. Lehet, hogy ezek kultikus vagy temetkezési célt szolgáltak, rendeltetésük nem teljesen ismert. Nevük a Krakkó-alapító Krak fejedelem és lánya után Krakus- és Wanda-halom. A halmok emelése Kis-Lengyelországra (Nyugat-Ukrajnát is ide értve) jellemző, Lengyelország más részén ilyenek nem találhatók. Emlékhalmok a legújabb időkben is épültek: Kościuszko-halom (1823), Piłsudski-halom (1937) és II. János Pál pápa-halom (1997).

## Kora középkor

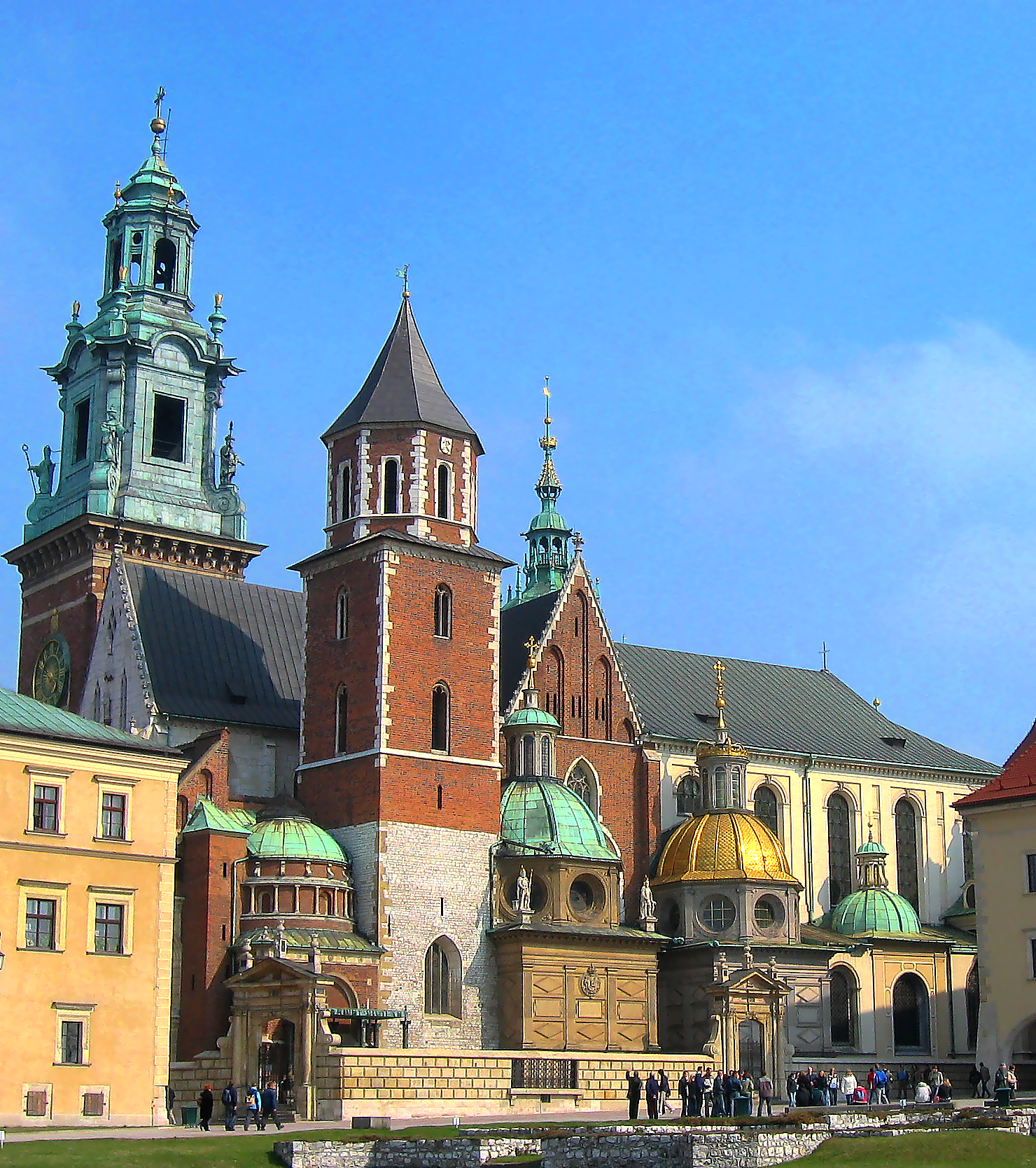
Waweli székesegyház

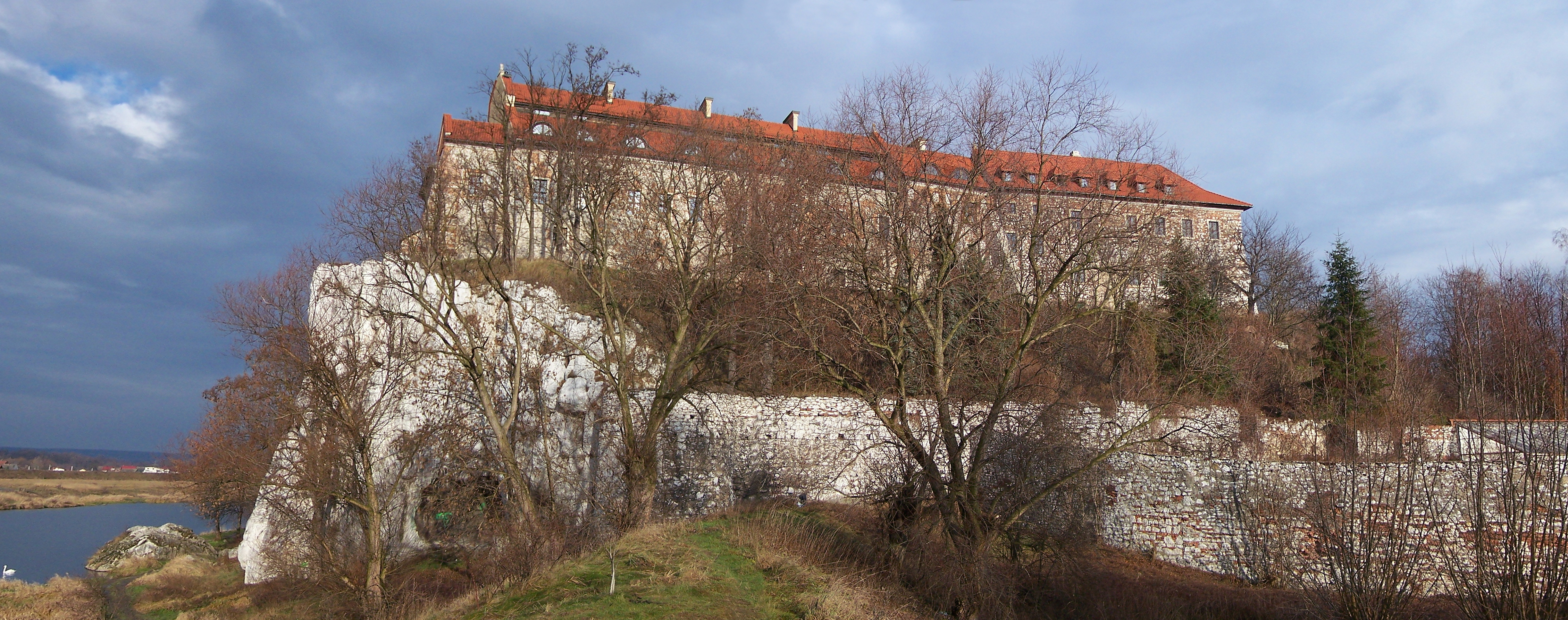
Tyniec, a bencések apátsága

Ahogy a régészek rámutatnak, a legrégibb időktől Krakkó a viszlyánok törzsi államának egyik legfontosabb központja volt, a fontos stratégiai szerepet játszó Wawel-domb miatt. A legenda szerint a várost Krak fejedelem alapította. Krak uralkodásakor Krakkót egy szörny – sárkány – tartotta rettegésben. Hetente követelt állatáldozatot, és ha nem kapta meg, embereket evett meg helyette. Krak fiai – Lech és II. Krak – elhatározták, hogy megölik a sárkányt. Ezért kénnel töltött juhot adtak neki, a sárkány megette, és belepusztult. A legenda másik verziója szerint a juh megevése után a sárkány gyomra úgy égett, hogy addig itta a Visztulai vizét, amíg meg nem pukkadt. Hazafelé tartva a fiúk összekaptak azon, melyikük dicsősége is a sárkány megölése. II. Krak megölte bátyját, apjának pedig azt mondta, hogy a sárkány tette. Évek múltán ő lett a király, de ezután fény derült bűnére, és a nép elűzte. A hatalom Krak legfiatalabb lánya, Wanda kezébe került. Wandának udvarolt egy büszke német lovag, Ritiger, aki megfenyegette őt, hogy ha elutasítja, akkor elpusztítja a várost. Hogy megmentse az alattvalóit és ne menjen férjhez a gyűlölt lovaghoz, Wanda egy szikláról beugrott a Visztulába.
A kutatók úgy vélik, hogy a sárkányról szóló legenda olyan időkből származik, amikor Krakkóban idegen megszállók uralkodtak – ők követelhették hadisarcként az állatokat. Ha hozzávesszük, hogy a 15. századi lengyel krónikaíró, Jan Długosz, összetéveszti Krakot a cseh legendák hősével, Krokkal, a cseh krónikaírók pedig kiszámolták, hogy Krok a 7. és 8. század fordulóján uralkodott,[forrás?] akkor valószínűnek tűnik, hogy ezek az idegen megszállók az avarok lehettek. A sárkány mostanában Krakkó legismertebb szimbóluma.
A 9. század végén a viszlyánok területe – így Krakkó is – a Morva Fejedelemséghez tartozott. Körülbelül 950-től cseh uralom alá került (Kegyetlen Boleszláv). Ez Krakkó felvirágzásának időszaka, ekkor lett fontos állomás a Prága–Kijev kereskedelmi úton.
A cseh uralom a 10. század végén ért véget – a Chronica Boëmorum-ban Prágai Kozmasz krónikaíró azt írta, hogy 999-ben Krakkót „alattomosan” elfoglalta I. Mieszko, a polánok fejedelme, és megölt minden ott lakó csehet (igazában, Mieszko fejedelem meghalt 992-ben, azért nem ő, hanem a fia, Boleszláv, hódította meg Krakkót). Ezután a politikai helyzet megszilárdult, és Krakkó hosszú évekre lengyel uralom alá került. Vitéz Boleszláv uralkodása idején (1000-ben) megalakult a krakkói püspökség, és elkezdődött a waweli székesegyház építése. Hamarosan annyira jelentős várossá lett, hogy már a Vitéz Boleszláv unokája, Megújító Kázmér fővárossá tette. Az addigi főváros, Gniezno ugyanis annyira elpusztult I. Břetislav cseh fejedelem támadásakor (1038-ban), hogy Kázmérnak, aki éppen akkor tért vissza Magyarországról, másik városba kellett udvarát költöztetnie. Így lett Krakkó 1039-ben vagy 1040-ben Lengyelország fővárosa. Röviddel az átköltözés után megalapították Tyniecben a bencések apátságát, amelynek az volt a fő feladata, hogy támogassa az állam és az egyház újjáépítését. Ez Lengyelországban a legrégibb olyan apátság, amely máig létezik és működik.

## Lengyelország fővárosa (1040–1600)
Krakkó mint főváros története Lengyelország történelmének fontos része.
A 11. századi Európában robban kia a német-római császárok és a pápák között az úgynevezett invesztitúraharca. Ennek egyik következménye volt Lengyelországban a Merész Boleszláv király és Szaniszló krakkói püspök összeütközése. A püspök IV. Henrik német királyt támogatta (aki akkoriban még nem volt császár), Boleszláv király pedig a pápát, VII. Gergelyt (ezért királyi koronát kapott a pápától). Az ellentét annyira súlyossá vált (a krónikaírók nem magyarázzák, miért), hogy a heves jellemű király megparancsolta katonáinak, hogy öljék meg a püspököt. A legenda szerint a katonák nem akarták végrehajtani a parancsot, ezért a király maga vágta le a püspök kezét és lábát — de Szaniszló teste csodálatos módon összeforrt. A legenda ellenére a püspök meggyilkolása tény. Az ekképpen vértanúvá lett Szaniszlót 1253-ban szentté avatták, majd 1863-ban Lengyelország legfontosabb védőszentjévé tették. A gyilkosság után a nemesség fellázadt, és Boleszlávnak el kellett menekülnie az országból. Magyarországra menekült, majd szerzetes lett Karintiában.

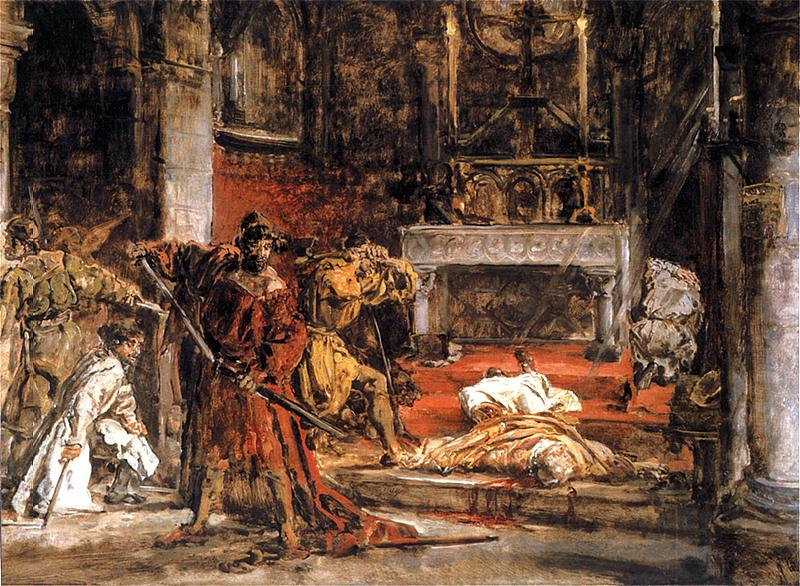
Szent Szaniszló meggyilkolása, Jan Matejko festménye

### A feudális széttagoltság kora
1107-ben Ferdeszájú Boleszláv lett a lengyel fejedelem. Kevéssel a halála előtt (1138) öt részre osztotta az országot a fiai között. Kis-Lengyelország Krakkóval lett a fő országrész; itt uralkodott a legidősebb fejedelem (princeps), aki ellenőrzést gyakorolt a többi fejedelem fölött is. A princeps Elűzött Ulászló lett. A krakkói trón és a princepsi cím kívánatos volt Boleszláv utódai számára, ezért a feudális széttagoltság egész időszaka alatt folytatódtak a harcok Krakkóért. 1138-1320 között harminckétszer váltották egymást a princepsek, némelyek háromszor uralkodtak, némely évben pedig kétszer változott a princeps.[forrás?] Ez azonban nem akadályozta a város fejlődését: templomok épültek, új falvak alakultak. A 12. század végén jött létre Bawół falu a visztulai szigeten, Waweltől délre, amelyből később kinőtt Krakkó „ikervárosa”, Kazimierz, ma a krakkói Óváros része. 1212 körül létesült Bieżanów. 1220-ban Iwo Odrowąż püspök megalapította az első krakkói kórházat, ami valószínűleg csak egy hajlékszerűség volt kezdetben. Ugyanebben az évben megválasztották az első krakkói wójt-ot (a mai szóhasználatban ez községi bírót jelent, akkoriban pedig a polgármesterhez hasonló fogalmat takart), ami azt jelzi, hogy Krakkó a város lakosai által igazgatott községgé vált.
1239-ben Kinga hercegnő, IV. Béla magyar király lánya, feleségül ment Szemérmes Boleszláv fejedelemhez. A legenda szerint hozománya a só volt. Kinga bedobta a gyűrűjét a máramarosi sóbányák egyikébe, Lengyelországba pedig bányászokat hozatott, hogy sót keressenek. Amikor megtalálták, az első kitermelt sótömbről éppen ez a gyűrű került elő. Ez az első kitermelt sótömb a wieliczkai sóbányákból származott, így ez a legenda a kis-lengyelországi sóbányák kezdetéről is szól. Valójában azonban már 9. századtól bányásztak sót Wieliczkában. Ez fontos jövedelemforrása volt Megújító Kázmérnak, jövedelmét a fejedelem az ország megújítására szánta a cseh támadás után. A 13. század közepéig a sót a sós víz elpárologtatásával állították elő és csak később kezdték bányászni.[forrás?] A 13. század végén megalakult a Żupa Krakowska vállalkozás, amely a só kitermelésével és kereskedelmével foglalkozott. Ez folyamatosan működött 1772-ig, a legnagyobb ipari üzem volt a régi Lengyelországban és az egyik legnagyobb Európában.[forrás?]

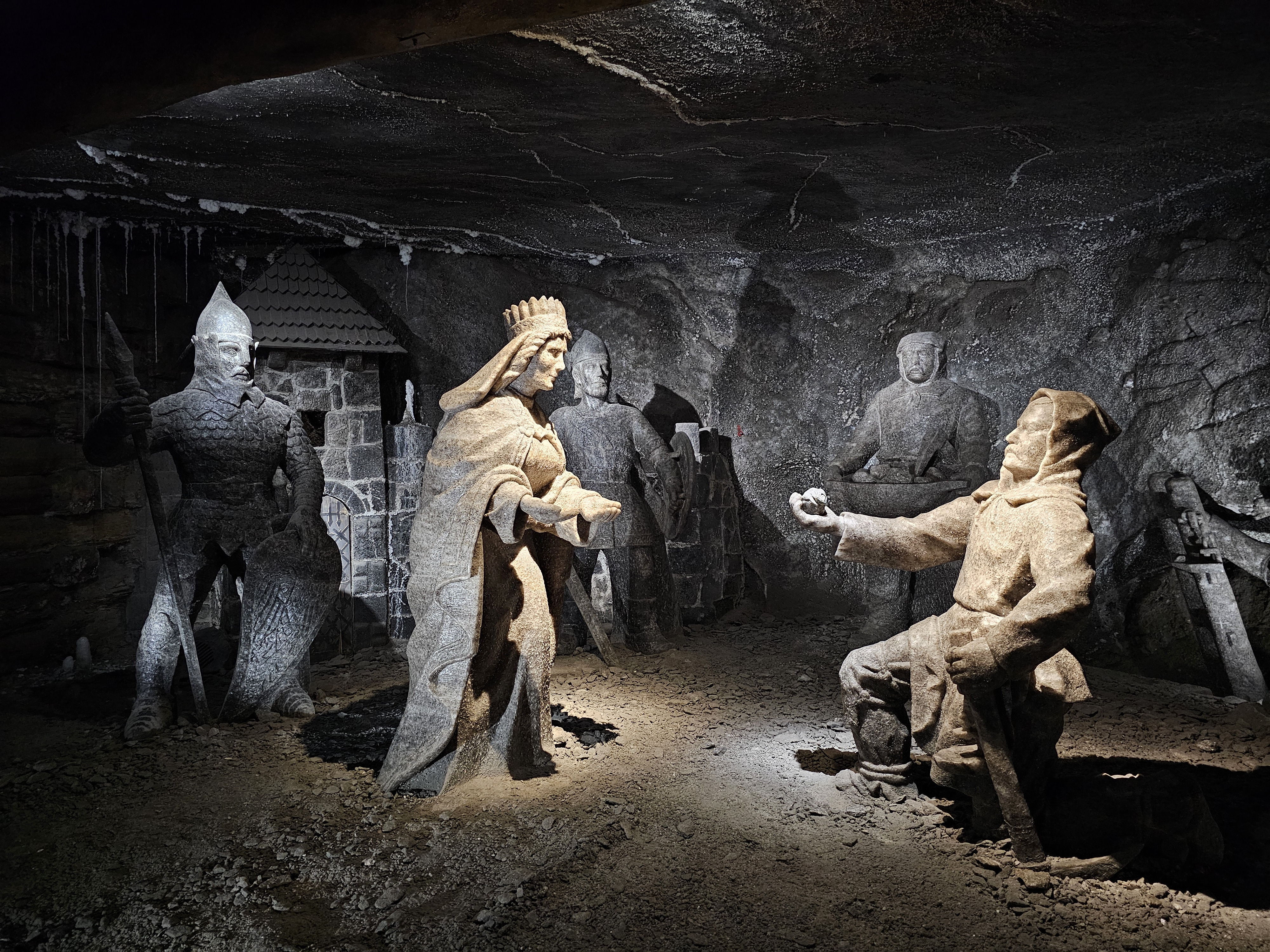
Szent Kinga sószobra a wieliczkai sóbányában (Janowice-kamra)

1241-ben a tatárok megtámadták Lengyelországot. A támadás célja az volt, hogy álcázza a másik, fő támadást, amellyel Batu kán, Dzsingisz kán unokája, az európai hadjárat vezére, Magyarországot akarta sújtani. A kán szándékainak megfelelően a Lengyelország elleni támadás elvágta a magyarokat a lengyelek segítségétől. Sandomierz meghódítása után, 1241 februárjában, a tatárok Krakkó ellen indultak. Az első csatát megnyerték, de túl nagy veszteségeket szenvedtek, semhogy folytathatták volna a támadást, ezért visszavonultak Oroszországba. Körülbelül tízezer fős sereggel tértek vissza, megnyerték a második csatát és március 28-án megostromolták és bevették Krakkót. Az ostrom következtében a város csaknem teljesen elpusztult.
1259-ben a tatárok megint megtámadták és lerombolták Krakkót. Csak a Wawel menekült meg. Szemérmes Boleszláv, Szent Kinga férje, Magyarországra menekült. A második támadás következtében eleinte fából és földből elkezdtek erődítéseket építeni. Ennek eredményeképpen a harmadik támadást (1287) elszenvedte ugyan a város, de túl is élte a következő évi ostromot.
A tatárjárásokkal a Hejnał Mariacki(en) kapcsolódik össze. Hejnał-nak azt dallamot nevezik, amelyet városházi toronyórák játszanak el mindegyik kerek órában vagy csak délben; régen ez volt a jel, amely felcsendült hajnalban a kapuk megnyitásakor és alkonyatkor a kapuk zárásakor (a szó a magyar hajnal-ból származik). A krakkói hejnał mindegyik kerek órában megszólal a Mária-templom tornyában (ezért a mariacki a nevében), amit minden délben közvetít a Lengyel Rádió 1. csatornája. A hagyomány szerint, az egyik tatár támadás közben a kürtös eljátszotta a figyelmeztető jelet, és a polgárok bezárták a kapukat, de egy tatár nyíllal átlőtte a kürtös torkát félbeszakítva a dallamot. A legenda azonban a modern kutatások szerint csak a 20. században keletkezett. A hejnał mariacki jellegzetes vonása eredetileg is az lehetett, hogy a dallam hirtelen megszakad.
Már a 12. században működött Krakkóban az egész országban legjobbnak tartott könyvtár és a katedrálishoz tartozó iskola. A város központja a Wawel-domb volt, körülötte pedig a kereskedők és kézművesek városnegyede jött létre. 1257. június 5-én, Szemérmes Boleszláv uralkodása idejében, Krakkó a magdeburgi jog szerint városi rangot kapott (mint Pest 13 évvel korábban). E kiváltság hat évre felmentette a polgárokat az adók fizetése alól, szabad volt halászniuk a Visztulában, a wójtoknak pedig lehettek kocsmáik, vágóhidaik és malmaik. A városban kialakult a sakktábla típusú utcarendszer, a Főpiaccal együtt, ami máig Krakkó büszkesége. Ennek a napnak az emlékére máig június 5-én ünneplik Krakkó város napját.
1290-ben a lengyel nemesek II. Vencel cseh királyt választották princeps-nek. Egy évvel később a csehek elfoglalták Krakkót, 15 évig megtartva. A csehek tovább erődítették a várost – ezúttal kőépítményekkel – és kissé meg is nagyobbították észak felé. Kiépítették a Wawel-várat is (a kővár építésének kezdete a második tatárjárás időszakára, 1259-re esik). 1300-ban Vencelt lengyel királlyá koronázták.
1305-ben meghalt II. Vencel, 1306-ban pedig fia és utódja, III. Vencel. A várost Kis Ulászló fejedelem foglalta el , aki előbb II. Vencel hűbérese volt, de 1300-tól fegyveresen harcolt a csehek ellen (1300–1304 között a magyar Felvidék területén). A visszatérésben földije, Aba Amadé segített neki. Ulászló lett az utolsó princeps és erővel akarta egyesíteni az államot. Ez nehézségekbe ütközött és éppen Kis-Lengyelország ingatag helyzete miatt: a cseheket támogató bázis, élén Jan Muskata érsekkel, mindig erős volt Krakkóban. Ulászló letartóztatta és kiűzte az érseket, bár az összeütközésben nem vett részt. 1311 májusában Albert wójt és a német polgárok, akik a krakkói trónt a Luxemburg-háznak kívánták átadni, fellázadtak a fejedelem ellen. A lázadás 1312. júniusig tartott, amikor is Albert belefáradt a Wawel eredménytelen ostromlásába, és visszavonult Sziléziába. Kis Ulászló szigorúan megbüntette a várost: a katonái elfogtak minden embert, akit csak találtak, és azt mondatták velük, hogy soczewica, koło, miele, młyn (szó szerint: lencse, kerék, őröl, malom). Aki nem tudta ezt helyes kiejtéssel mondani, azt külföldiként, azaz lázadóként lefejezték. A fejedelem megszüntette a wójt hivatal örökölését és ettől fogva választották a wójt-okat. A város ügyirataiban a német nyelvet a latin nyelv váltotta fel.
Végül Kis Ulászlót 1320-ban lengyel királlyá koronázták, aki még ez évben férjhez adta lányát, Erzsébetet (Elżbieta) Károly Róbert királyhoz.

### Az egyesült Lengyelország fővárosa

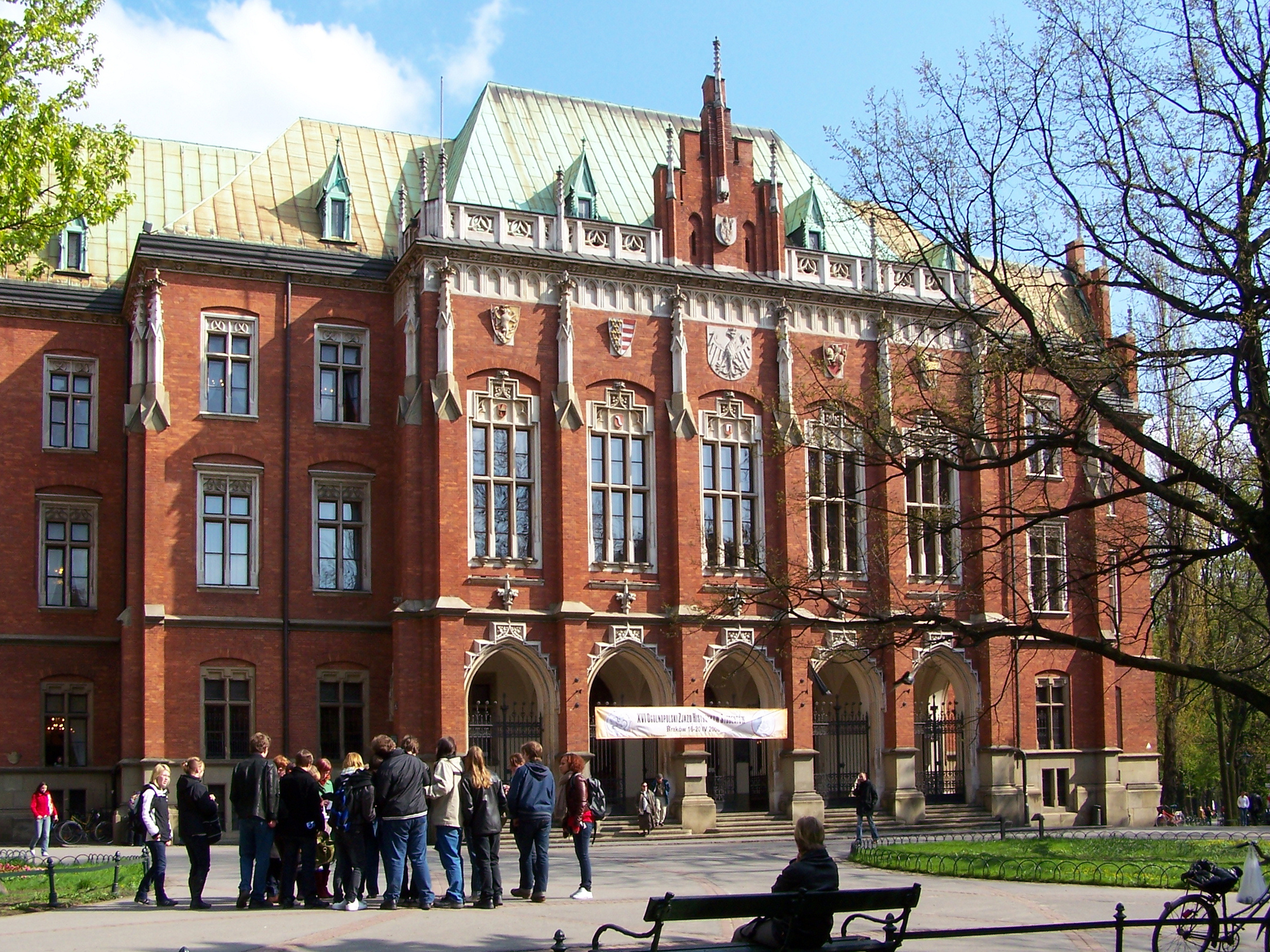
Collegium Novum

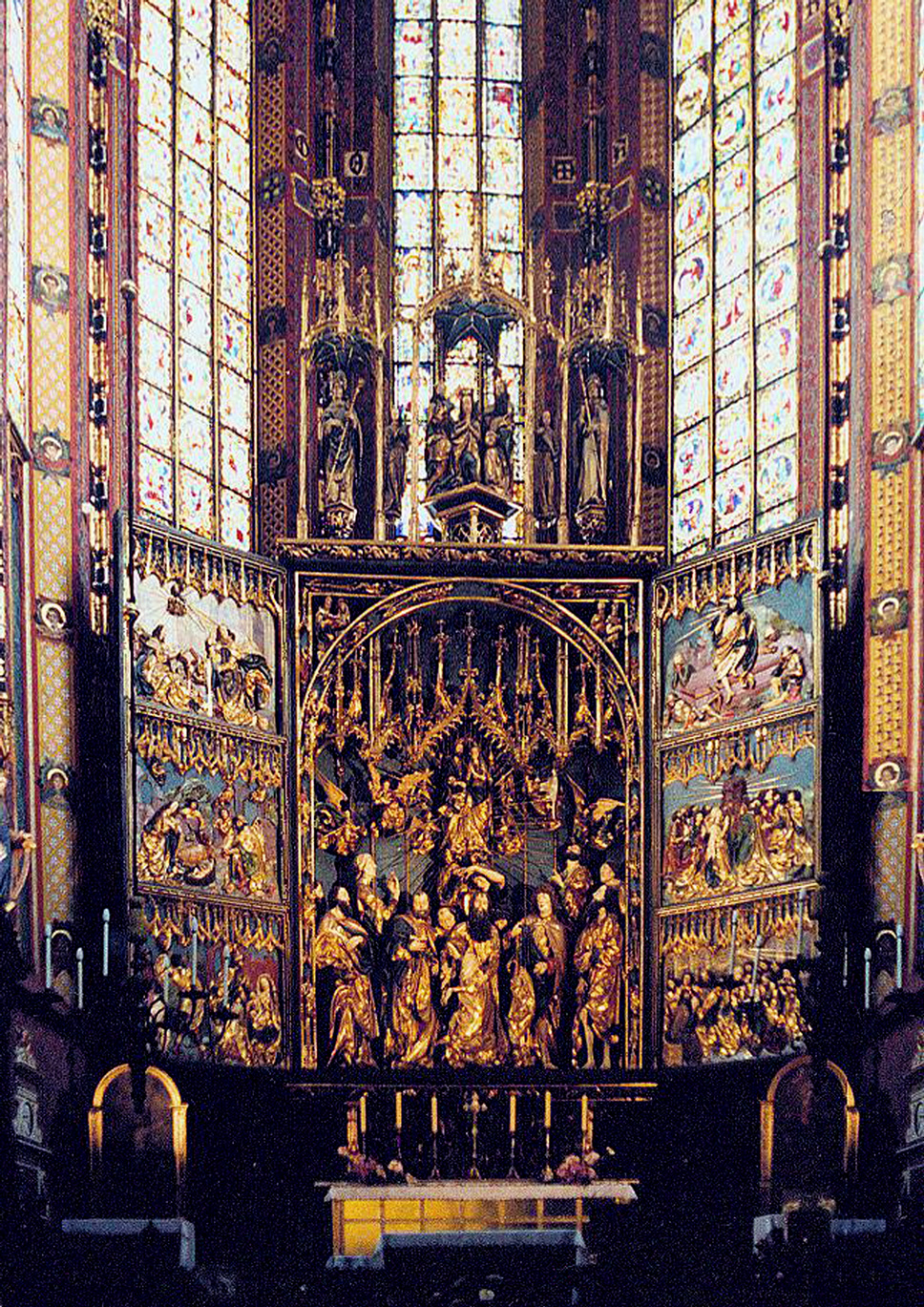
Veit Stoss oltára a Mária-templomban

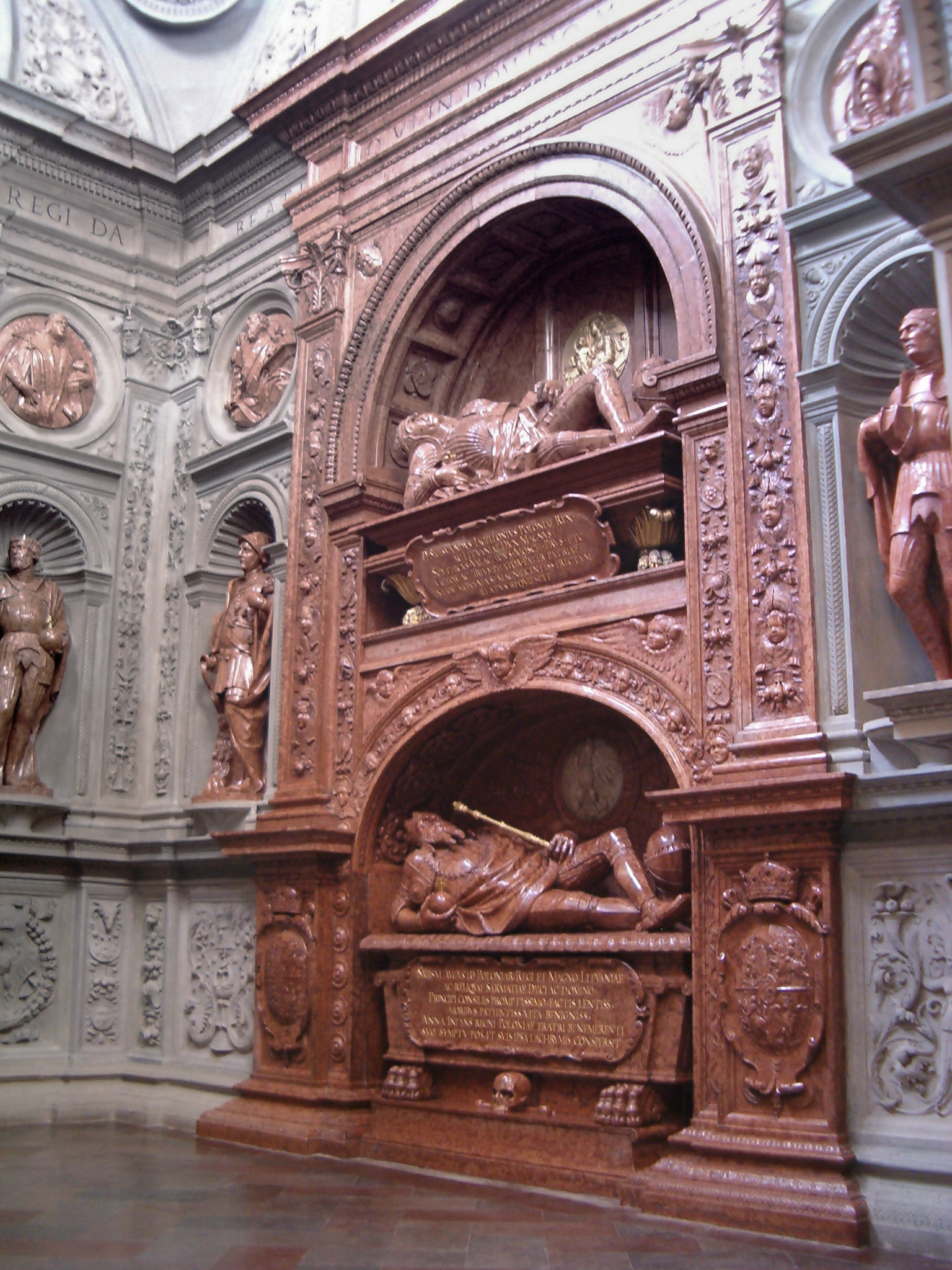
I. Zsigmond és II. Zsigmond Ágost királyok szarkofágja a Zsigmond-kápolnában

1333-ban, röviddel Ulászló halála után, a Wawelben III. Kázmért koronázták királlyá. Ő 1335-ben a Bawół falut várossá nyilvánította a saját nevével megnevezve, megalapítva Kazimierzet, ahol főként zsidók telepedtek le. A zsidókat a király nagyon méltányolta és azok az ő jóakaratának örvendtek (állítólag, a Jan Długosz krónikaíró szerint, zsidó szeretője, Eszter befolyása alatt állt.
III. Kázmér nagyon sokat tett Krakkó és környéke fejlődéséért. Felvirágzott a kereskedelem, a város jelentős jövedelemhez jutott (többiek között a sókereskedelemből), lakói egyre gazdagabbak lettek. Sok építmény épült, többiek között elkezdődött a Wawel-vár átépítése, ami ma Krakkó legjelentősebb látványossága. A király modernizálta a város erődítményeit, kiköveztette az utcákat, megalapította a vízvezetékrendszert. A város kiépítésével együtt járt jelentőségének megnövekedése. A legfontosabb esemény III. Kázmér uralkodása idejében a Krakkói Akadémia megalapítása volt 1364-ben; ez volt az első egyetem Lengyelországban és idővel Európában a legfontosabbak egyikévé lett. 1817-ben vette fel mai névét: Jagelló Egyetem (Uniwersytet Jagielloński).
III. Kázmér uralkodása idején Krakkó magas rangját nemcsak az Akadémia megalapítására vonatkozó pápai engedély igazolta, hanem az uralkodók kongresszusa is, amely szintén 1364-ben zajlott le és tárgya az az összeütközés volt, amely az Anjou-ház és a Habsburg-ház közt állt fenn Aquileia miatt. A kongresszuson IV. Károly német-római császár, I. Lajos magyar király, IV. Valdemár dán király, I. Péter ciprusi király, IV. Rudolf osztrák herceg és négy lengyel fejedelem vett részt.
1366-ban megalakult a következő város, Kleparz, amely ma Krakkó központjának része (a mai főpályaudvar mellett terül el). Kezdetben ezt a várost Florencjá-nak (Firenzének) nevezték.
Kázmér király 1370. novemberében meghalt. Ugyanebben a hónapban I. Lajos magyar király lett Lengyelország királya. Az ő halála után pedig a lánya, Hedvig (1384), lett a királynő. Két évvel később férjhez ment Jagelló litván fejedelemhez, aki három nappal az esküvő előtt átkeresztelkedett a katolikus hitre (anyja őt gyermekkorában megkereszteltette a pravoszláv hitre) és felvette a Władysław (Ulászló) nevet. Így jött létre a lengyel–litván perszonálunió Krakkóval mint főközponttal.
A Litván Nagyfejedelemség nemcsak a mai Litvánia területét foglalta magába, mely az állam területének csak 10%-át képezte, hanem a mai Fehéroroszország, Ukrajna nagy része Kijevvel, valamint Oroszország egy része is a területéhez tartozott (határa mintegy 130 kilométerre volt Moszkvától). A Lengyel Királyság és Litván Fejedelemség összterülete kb. 800 000 négyzetkilométer volt. Ezen események hatására a 15–16. század a város fénykorának tekinthető. 1387-től Krakkó a Hanza tagja lett. Megállapították az első árjegyzékeket a kézműipari és iparművészeti árukra. A város felvirágzása a királyok érdeme is volt, mivel ők számos kiváltságot adtak. 1432-ben Jagelló Ulászló megengedte a Városi Tanácsnak három vásár tartását májusban, júniusban és szeptemberben. A fia, Jagelló Kázmér 1457-ben megtiltotta az orosz és lengyel kereskedőknek, hogy elkerüljék Krakkót, a nürnbergi és más kereskedőknek pedig azt, hogy a vásárokon kívül kereskedjenek Krakkóban.
1469-ben, Mogiła faluban (Krakkótól keletre, a mai Nowa Huta helyén) megépült egy réz- és vaskohó, melyet a betlenfalvi magyar kereskedő, vállalkozó és patrícius Thurzó János alapított. Thurzó 1447-ben Krakkó polgármesterévé lett.
A kereskedelem nagy része azonban németek és zsidók kezébe került. A németeket megtűrték a krakkóiak és egyetértésben éltek velük (sőt 1410-ben a németek támogatták pénzzel Jagelló Ulászló lovas hadjáratát). Ezzel szemben pedig a zsidóellenes hangulat erősödött. Rég elmúlt már III. Kázmér ideje, nem volt aki támogatta volna a zsidóságot. Már 1407-ben voltak a zsidókkal összetűzések, akiket török (iszlámi) szimpátiával vádoltak. Ezért mindannyiszor, amikor az egyház törökellenes keresztesháborút hirdetett, pogromok is fellobbantak: így 1464-ben és 1495-ben. Emiatt a zsidók egyre többen inkább átköltöztek Kazimierzbe és lemondtak a kereskedelemről Krakkóban, későbben pedig a királyi hatalom kényszerítette ki e költözködéseket (az első hullámát 1494-ben János Albert király kezdeményezte). Sőt, a királyok olyan zsidóknak engedték meg a betelepülést Kazimierzbe, akiket más európai városból űztek ki (főként Csehországból és Morvaországból – 1518, 1542). A gazdasági fejlődés mindig erősen összekapcsolódik a tudományos és kulturális fejlődéssel. 1491-től Krakkóban Nikolausz Kopernikusz tanult (Mikołaj Kopernik), kitűnő csillagász. 1477-ben Veit Stoss (Wit Stwosz) érkezett a városba, neves nürnbergi szobrász, aki 12 év alatt szép és híres Mária-templomi oltárt alkotott. Az olasz építészek révén, a Királyi palota (Zamek na Wawelu) a legszebb lengyel reneszánsz építmények egyikévé lett és a Zsigmond Kápolna (Kaplica Zygmuntowska) a legszebb mauzóleum az országban. Az 1500-as nagy tűzvész után megkezdték átépíteni a várost reneszánsz stílusban.
1521-ben először hangzott fel a Zsigmond-harang, amely máig szól a legfontosabb lengyelországi és krakkói eseményekkor. Az utolsó évtizedek során megszólaltatták 1939. szeptember 1-jén, amikor a Harmadik Birodalom megtámadta Lengyelországot, 1978. október 16-án, amikor Karol Wojtyłát pápává választották és 2005. április 2-án a halála után, 2004. április 30-án, amikor Lengyelország csatlakozott a NATO-hoz és 2010. április 10-én, Lech Kaczyński elnök szmolenszki légikatasztrófában történt elhunytát követően.
Az első lengyel nyomdák is Krakkóban alakultak. Itt nyomtatták ki az első lengyel könyveket: latin ábécével (1475) és cirill ábécével (1483), utóbbi az első a világon. 1503-ban itt alakult meg az első lengyel állandó nyomda, 1530-ban pedig Kazimierzben az első a közép-európai zsidó nyomda, ahol héberül is és jiddisül is nyomtattak.
A város fejlődését a balsors nem lassította. Járványok és tüzek rendszeresen ismétlődtek, hol néhány éves szünettel, de néha még évente is (különösen igaz ez a járványokra). A Visztula több áradása is pusztított. Pedig a történelem megkímélte a várost a külföldi hadseregek támadásaitól abban az időszakban, az államhatár közelsége ellenére. Érdemes itt megemlíteni Luxemburgi János támadását 1345-ben (ez a cseh–lengyel háború Sziléziáért) és III. Miksa osztrák főherceg hadseregét, az osztrák herceg Wasa Zsigmond svéd király ellen harcolt a lengyel koronáért (a háborút Zsigmond nyerte meg).

## 1600–1795

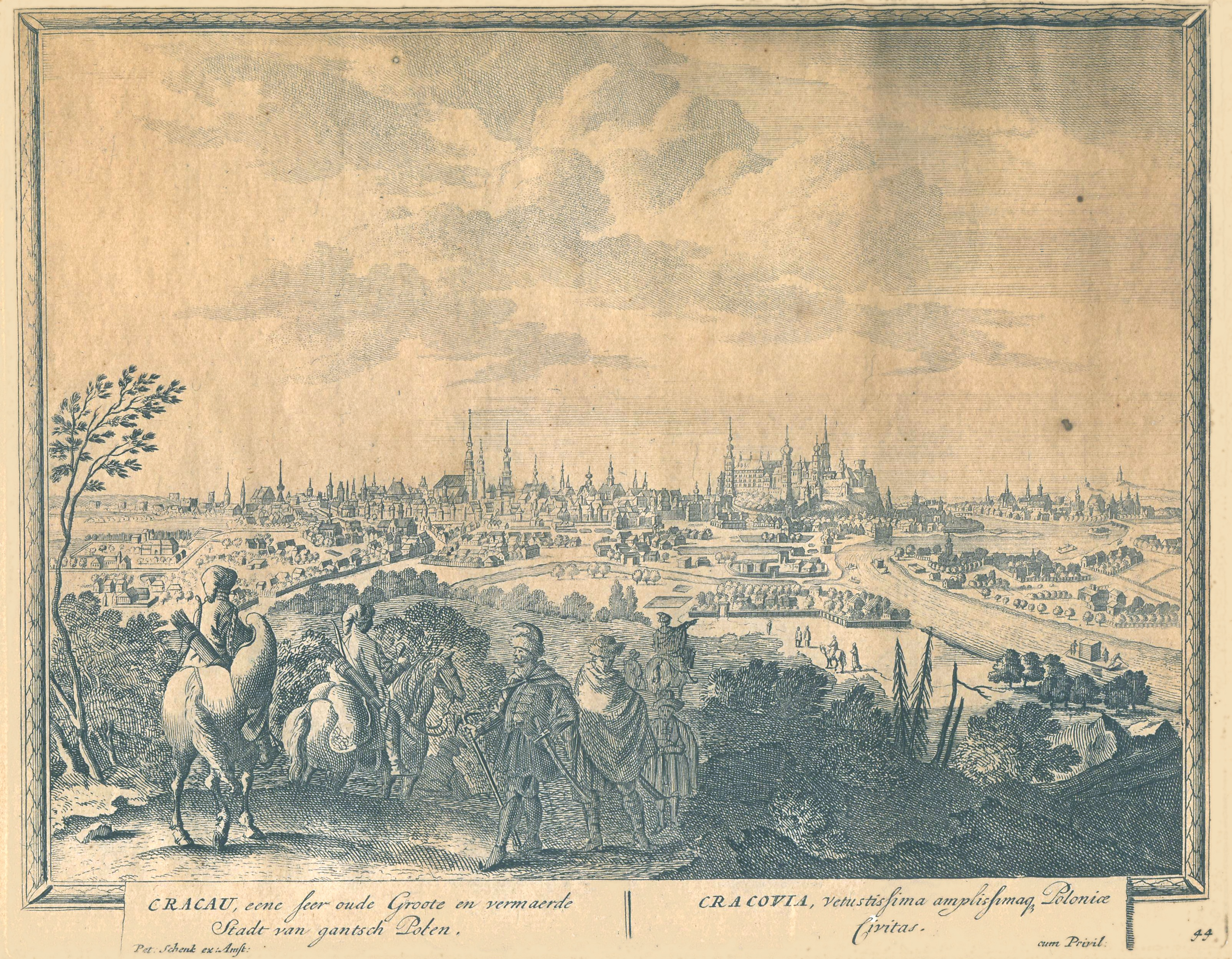
Krakkó látképe, 17. vagy 18. század

1526-ban meghalt az utolsó mazóviai fejedelem, III. Janusz. Az akkori közhiedelem szerint megmérgezte őt Sforza Bona lengyel királyné, I. Zsigmond felesége. Egy év elteltével hozzácsatolhatták Mazóviát – az utolsó „szabad” területet – a Lengyel Királysághoz. 1529-ben ülésezett a szejm első alkalommal Varsóban, 1569-től pedig (a lublini unió után) Varsó lett a szejm állandó székhelye.
1572-ben meghalt a Jagelló-ház utolsó királya, II. Zsigmond Ágost. 1573-ban a szejm úgy döntött, hogy ettől fogva a nemesség fogja a királyt választani. Az első „szabad választás” (lengyelül wolna elekcja) 1573 áprilisában és májusában Varsó egyik külvárosában zajlott le.
1596-tól fogva Vasa Zsigmond király fokozatosan áthozta az udvarát Krakkóból Varsóba. Az oka Varsó központi fekvése volt a Lengyel–Litván Unió két fővárosa, Vilnius és Krakkó között, Gdańsk viszonylagos közelségében (amit veszélyeztettek a svédek). A király döntését a krakkói Wawelt elpusztító tűzvész is sürgette. A királyi építész, Santi Gucci elkezdte a varsói vár átépítését barokk stílusban. A munkálatok alatt a király még a Wawelben időzött, de 1611-ben véglegesen átköltözött Varsóba annak ellenére, hogy a munkálatok még 20 évig tartottak. A Szejmet sem hívták többé össze Krakkóban, az utolsó ilyen 1603-ban történt. Hivatalosan Krakkó egészen az állam bukásáig (1795) volt Lengyelország fővárosa, de ez már nem kapcsolódott össze semmi mással, mint a királyok megkoronázásával. Az állami hivatalok tényleges átköltözése Varsóba Krakkó fejlődését lefékezte és jelentőségét lecsökkentette.
Ráadásul a 17. század második felének kezdete három katasztrófát is hozott: himlőjárványt, amely 1651–52 között megölt tíz-tizenkétezer embert, árvizet 1652 júliusában és három évvel később, 1655-ben pedig a svéd ostromot.
Ez az ostrom a lengyel–svéd háború eseménye, amelyet a lengyelek „svéd özönnek” (potop szwedzki) hívnak. A háborút Svédország robbantotta ki, amelynek a harmincéves háború után egy nagy, tétlen hadserege meg egy üres kincstára volt. Lengyelországot meggyengítették az Oroszország és a kozákok ellen vívott háborúk. Háborús ürügynek többek között a svéd Vasa-házból származó lengyel királyoknak a svéd trón iránti követelései szolgáltak. III. Zsigmond rövid ideig svéd és lengyel király volt, két utódjának címében pedig a „Svédország királya” is szerepelt, bár ténylegesen nem uralkodtak Svédországban. Krakkót 1655 októberében meghódították a svédek, kétéves megszállásuk alatt tönkretettek vagy elhurcoltak sok műemléket és műalkotást, értékes könyveket, képeket, szobrokat stb. (amiből sokat máig nem adtak vissza). A megszálláshoz II. Rákóczi György erdélyi hadserege is csatlakozott 1657 augusztusában.
A következő megszállás a nagy északi háború idején történt, a 18. század elején. Több politikai tényezőnek köszönhetően Sobieski János halála után (1697) Lengyelország fokozatosan gyengülni kezdett. Az új király I. Frigyes Ágost szász választófejedelem lett, II. Ágost néven. Ő inkább szülőhazájával, Szászországgal foglalkozott, semmint Lengyelországgal, a lengyel nemesség pedig egyre erősebben a saját érdekeiért harcolt és nem a királyságnak a múlt században elért ereje fenntartásáért. Oroszországban Nagy Péter, Svédországban XII. Károly kiterjesztették saját államuk határait és törekedtek hatalmuk megerősítésére. 1700-ban az ún. északi háború kitört e között a két állam között. II. Ágost meggondolatlanul beleavatkozott a háborúba, mint a cár szövetségese. A gyenge Lengyelország harctérré vált, Krakkót is elfoglalták néhányszor a külföldi hadseregek. A svédek 1702-ben, 1704-ben, 1705-ben és 1709-ben voltak ott. Az első megszálláskor felégették a Wawelt, amely csak 1731-ben épült újjá. 1711-ben pedig a várost az oroszok foglalták el és 1716-ig ott maradtak.
1734-ben zajlott az utolsó koronázás Krakkóban, II. Ágost fiát, III. Ágostot koronázták meg. A következő (és egyidejűleg az utolsó) koronázás 1764-ben már Varsóban történt Stanisław Poniatowski királlyá koronázása. Ez a király szervilis alattvalója volt II. Katalin orosz cárnőnek. Lengyelországban ténylegesen Nyikolaj Repnyin orosz miniszter kormányzott. 1768-ban a nemesség hazafias része, ellenezve ezt a helyzetet, megszervezte az ún. bari konföderációt (Bar város ma Nyugat-Ukrajnában, a moldvai határhoz közel). A régi Lengyelországban a „konföderáció” olyan szövetséget jelentett, amit nemesek, papok vagy polgárok az egész országból vagy az ország egy részéből alkottak saját céljaik megvalósításáért. A krakkói vajdaság nemességének többsége csatlakozott a konföderációhoz. Júniustól fogva Krakkót a konföderációs erők és az oroszok váltakozva foglalták el. 1772 áprilisában a konföderációnak meg kellett adnia magát az oroszoknak, Kazimierzbe pedig az osztrákok vonultak be. A bari konföderáció Lengyelország első felosztásának ürügyévé lett (1772. augusztus 5-e): a felosztási határozat szerint, Ausztria megkapta a Visztulától délre elterülő területet Kazimierzzsel együtt. Krakkó maradt lengyel uralom alatt, de 1778-ig a városban orosz helyőrség állomásozott. 1776-ban, egy a határt kiigazító megegyezés alapján Kazimierzt visszakapta Lengyelország.
Az első felosztás sokkolta a nemességet, melynek nagy része „felébredt” és elkezdett a saját érdeke mellett az államéra is gondolni. Így a felvilágosodás szelleme könnyen elérte az országot. Az ország kulturális központja mégis Varsó lett, amelynek ez a felvirágzás időszaka volt. Krakkó háttérben maradt, mint határváros, nagy mértékben helyőrségi szereppel. A városi közigazgatás reformjának első próbálkozását 1776-ban indították el, megalakult az úgynevezett Jórendi Bizottság (Komisja Dobrego Porządku; három év után hasonlóak Kazimierzben és Kleparzban is megalakultak). A bizottság tevékenykedése révén Kazimierzet, Kleparzot és néhány környéki falut hozzácsatolták Krakkóhoz. Az ilyen módon kialakított várost 1792-ben felosztották 4 kerületre (cyrkuł). Ugyanabban az évben Franciszek Wielopolski lett az első krakkói kinevezett, nem választott elnök.
A Krakkói Akadémiát is átalakították. 1780-ban átnevezték a Korona Főiskolájává (Szkoła Główna Koronna), az előadásokat lengyelül kezdték tartani és új tantárgyakat vezettek be. 1788-ban Jan Śniadecki megalapította az első lengyel csillagvizsgálót.
1781-ben az első krakkói színház – Ószinház (Teatr Stary) – elkezdte a tevékenységét. Ez a második színház Lengyelországban (a varsói Nemzeti Színház után) máig működik és létezik.
A Visztula osztrák partján pedig II. József osztrák császár 1784-ben megalakította Podgórzét, amelynek tervei szerint ellensúlynak kellett lennie Krakkóval szemben. Podgórzét a szabad városi rangra elemelte és sok adókedvezményt adott neki.

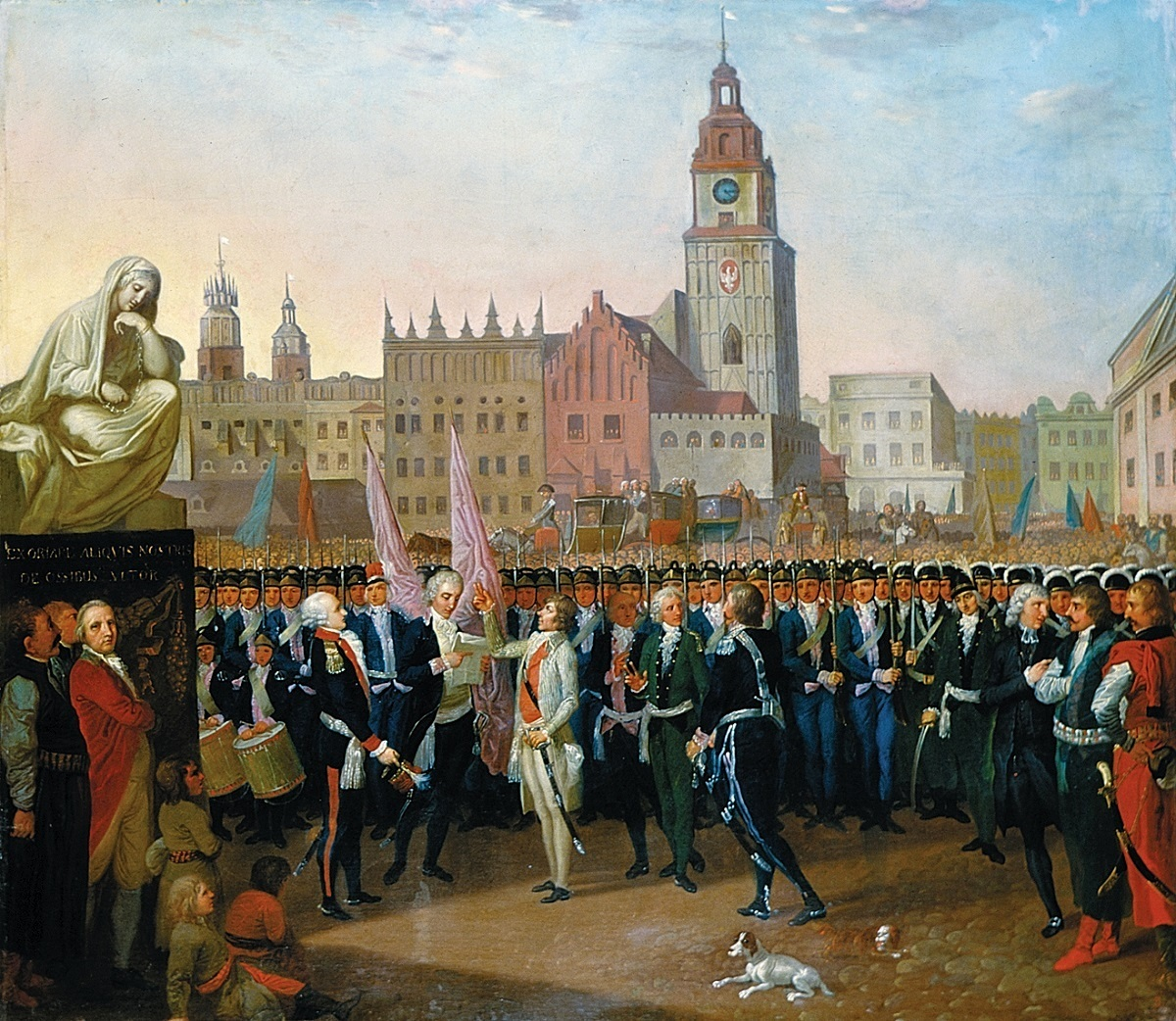
Kościuszko esküje a krakkói Főpiacon, 1794. március 24-én

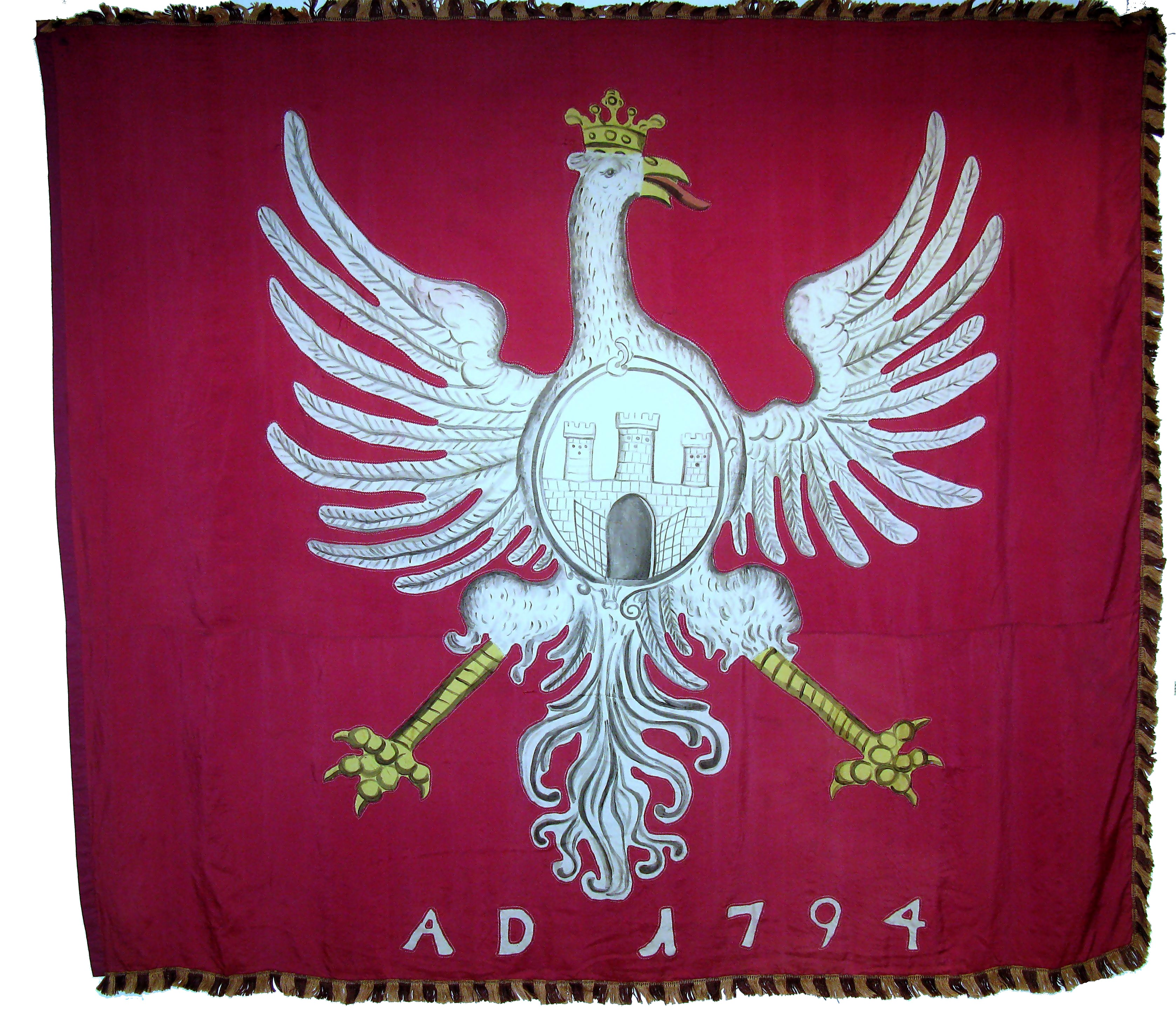
Krakkó zászlaja a Kościuszko-felkelés idejéből

A törekvések az állam helyzetének javítására az 1780-as évek végén, a nagy szejm 1788-1792 közötti gyűlésén elérték csúcspontjukat. A követelésekbe II. Katalin orosz cárnő beleegyezett, mert nem számított nagy nehézségekre, ezenkívül szüksége volt a lengyelek segítségére a svédek és törökök elleni háborúkban. A Szejm céljává azonban a teljes függetlenség visszaszerzése és az állam gazdasági fejlődésének meggyorsítása lett. A munkája eredménye az első európai írott, kartális alkotmány volt, az úgynevezett „Május 3-i Alkotmány” (1791. május 3.). Mivel e gyűlés 1792-ig tartott, ezért „négyéves Szejmnek” is hívják (korábban a szejmek két évenként hét napra gyűltek össze). Eközben az orosz–török és orosz–svéd háborúk befejeződtek és II. Katalin észrevette, hogy túl messzire mentek a dolgok Lengyelországban. Közbelepése eredményeként Lengyelország második felosztása történt meg (1793. január 23-a). Ezúttal Ausztria nem vett részt a felosztásban és Krakkót az orosz hadsereg foglalta el, bár formálisan a város a lengyelek kezében maradt.
A második felosztás ellenállást váltott ki, a Kościuszko-felkelést. Az orosz hadsereg Krakkóból indult ki Mazóvia felé, ahol a felkelők már harcoltak, így 1794. március 24-én a felkelés parancsnoka, Tadeusz Kościuszko bejuthatott a városba. A Főpiacon letette esküjét: hűséges lesz Lengyelországhoz és harcolni fog a függetlenségéért. Április 4-én a felkelők megnyerték a racławicei csatát (kb. 40 km északkeletre Krakkótól), de már június 15-én a város parancsnoka, anélkül, hogy Kościuszko tudott volna erről, harc nélkül átadta Krakkót a poroszoknak, mert úgy vélte, hogy túl kevés katonája van. Emiatt hamarosan kivégezték. Két héttel később az osztrákok behatoltak Dél-Lengyelországba. További vereségei miatt a felkelés megbukott és 1795. október 23-án végbement Lengyelország harmadik felosztása is. Krakkó osztrák kézre került, de a poroszok csak 1796 januárjában adták át a várost. Kihozták a Wawelből a koronázási jelvényeket és 1811-ben az aranyműves munkákat beolvasztották.

## 1795–1815
1796. április 27-én az osztrákok hivatalosan átvették Krakkót. 1800-ban kijelölték a város új határait és megengedték a zsidók letelepedését annak egész területén. Egy évvel később Krakkó lett Nyugat-Galícia fővárosa, de már 1803-ban Kelet- és Nyugat-Galíciát, így Galícia fővárosa Lwów (ukránul Lviv) lett. Krakkó is megőrizhette a fővárosi címet.
Az osztrák uralkodás első évei sértették a lengyel nemzeti érzéseket. 1800-ban Korona Főiskolája (azaz a régi Krakkói Akadémia) elveszítette az egyetemi autonómiát és az ellenőrzést a középiskolák fölött. Tervezték, hogy az egyetemet bezárják. Két évvel később megszüntették a lengyel nyelvű oktatást és a latinul kezdtek tanítani. Végül 1805-ben egyesítették az egyetemet a Lwówi Egyetemmel, ilyen módon egy vidéki egyetem jött létre.
A Wawelt az osztrák hadsereg kaszárnyává alakította át (1800). Felszámolták a városi önkormányzatot. Az újonnan megalakított Városi Építés Hivatal elkezdte lerombolni a középkori erődítéseket és az elhanyagolt templomokat. Az osztrákok felszámolták a régi temetőket is: a mai Rakowicki temetőt alakították ki a katolikusoknak (Cmentarz Rakowicki, a legismertebb krakkói temető).
A 19. század kezdete a napóleoni háborúk időszaka Európában. E háborúk egyik, a lengyelek számára legfontosabb hozadéka, a Franciaországnak alárendelt Varsói Hercegség megalapítása volt 1807-ben. Kezdetben a hercegség nem foglalta magába az osztrákok által megszállt területet (csak a poroszokét, Białystok környékét kivéve). 1809-ben kitört a lengyel–osztrák háború, ami a Napóleon és az ötödik koalíciós háború részét képezte. Az osztrákok benyomultak a hercegség területére, de a lengyelek Józef Antoni Poniatowski herceg (II. Szaniszló Ágost volt király unokaöccse) parancsnoksága alatt fokozatosan kiszorították őket. Az oroszok nem vettek tevékeny részt a harcokban, mert hivatalosan Napóleon szövetségesei voltak (a tilsiti béke után), de azt sem akarták megengedni, hogy a lengyelek meghódítsák Kelet-Galíciát, ezért lépésről lépésre követték őket. 1809. július 15-én az osztrákok elvonultak Krakkó alól, a külvárosait a lengyelek és az oroszok szállták meg. Utóbbiak kinyilvánították, hogy átvették a várost, de Poniatowski herceg elsőnek nyomult be oda. Az oroszok amiatt, hogy hivatalosan szövetségesnek számítottak, nem akartak harcba bocsátkozni és visszavonultak. Krakkó ismét lengyel kézbe került.
1809 októberében Krakkót és Podgórzét a Varsói Hercegséghez csatolták. 1810 júliusában megalakították a Krakkói vajdaságot (département). Már néhány nappal a meghódítás után visszaállították a lengyel nyelvű oktatást a Krakkói Egyetemen, két hónappal később az igazságszolgáltatás nyelve is a lengyel lett.
1810-ben elkezdték lerombolni a középkori védőfalakat. A helyén megalakították a mai Planty parkot. A falakból egy kis részt hagytak meg, a mai Barbakánt és a Flórián-kaput. A falak lerombolását és a sáncárkok betemetését 1830-ban fejezték be.
1813-ban Napóleon orosz hadjárata vereséggel végződött. Az oroszok meghódították a Varsói Hercegséget. A lengyel hadsereg maradéka bevonult Krakkóba, nemsokára pedig vissza kellett vonulniuk az oroszok elől, akik megszállták a várost. Később egy újabb szerencsétlenség, egy óriási árvíz sújtotta a várost augusztusban. Ez elöntötte Podgórzét és Kazimierzet, valamint elsodorta a krakkói hidakat. Árvizek elég gyakran sújtották Krakkót, de ez volt a legnagyobb a történelmében.

## Krakkói Köztársaság (1815–1846)

Krakkói Köztársaság 1815–1846

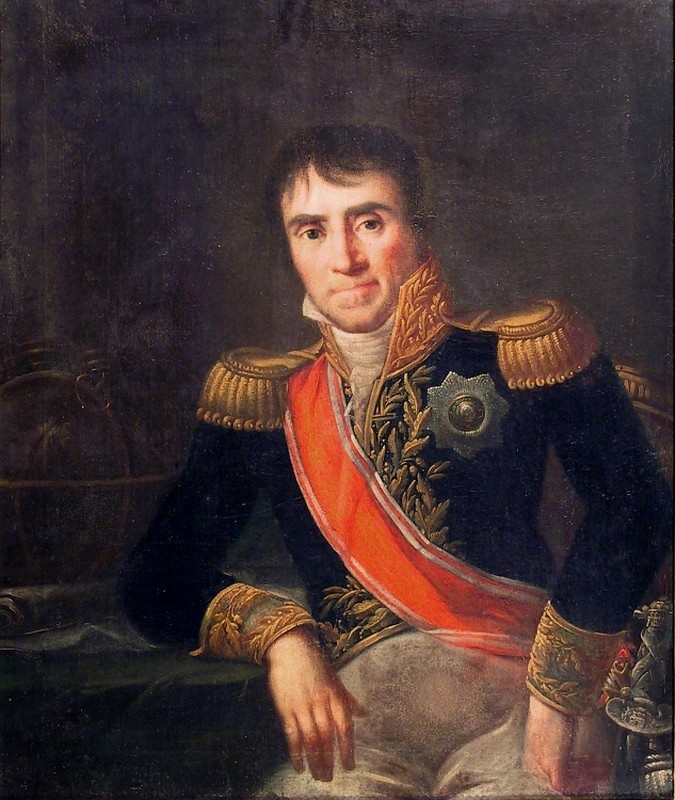
Stanisław Wodzicki

Napóleon legyőzése után a rendet helyre kellett állítani Európában. Ezzel a bécsi kongresszus foglalkozott. Lengyelországra vonatkozólag a Kongresszus úgy döntött, hogy megalakul a Lengyel Királyság perszonálunióban az Orosz Birodalommal. A területe a volt Varsói Hercegség területét foglalta magába, de Nagy-Lengyelország és Krakkó nélkül. Nagy-Lengyelország területén Poroszország megalapította a Poseni Nagyhercegséget, Krakkótól és a várostól nyugatra fekvő kis területen pedig a nagyhatalmak garanciájával megalakult a semleges Krakkói Köztársaság (Rzeczpospolita Krakowska), amelyet Krakkó Szabad Városnak is neveztek. Podgórze Ausztriához került.

### Az első 15 év
Az államocska területe mintegy 1200 km² volt és Oroszország, Ausztria és Poroszország ellenőrzése alatt állt saját igazgatással. Nem volt szabad a külpolitika területén. Az ún. pártfogó államok kötelezték magukat a Szabad Város semlegességének örökké tartó elismerésére és arra, hogy nem állomásoztatnak hadsereget az állam területén. Cserébe Krakkónak ki kellett adnia azokat a szökevényeket és kémeket, akik a területére menekülnek. A későbbiekben mégis kiderült, hogy ennek ellenére Krakkó igazában egyfajta „felkelési folyosóvá” és menedékké vált a többi megszállt területen élő emberek számára. A végrehajtó hatalmat a Szenátus birtokolta, a törvényhozásit pedig a Képviselők Gyűlése. A Szenátusnak azonban joga volt törvénytervezeteket alkotnia. Az államrendet részleteiben az 1818. évi alkotmány határozta meg.
A köztársaság politikai életének a fő személye a Szenátus elnöke volt, bár az 1818. évi alkotmány nem adott neki nagy jogkört. Az első elnökké Stanisław Wodzicki lett, egy nemesember, a krakkói département volt prefektusa. Támogatta a konzervatív földbirtokosok és az arisztokrácia többsége, amely a város gyors hozzácsatolását remélte a Lengyel Királysághoz. Wodzicki nem habozott együttműködni a pártfogó államokkal a liberálisok és demokraták elleni harcban. A liberálisokat a polgárok és az egyetemisták támogatták. Ki akarták terjeszteni a Szabad Város függetlenségét és azzal bírálták az államapparátust, hogy nem használ ki minden lehetőséget, amelyet az alkotmány biztosított, mindenekelőtt a gazdaságiakat. A liberálisoknak nagy befolyása volt a Képviselők Gyűlésében, őket titokban Poroszország is támogatta, mert jelentős nyereséghez jutott a Krakkóval folytatott kereskedelemből.
1820-ban diákzavargások voltak, ami összeütközésre vezetett a Szenátus és az Egyetem között. Amikor egy évvel később fény derült egy titkos szervezetre az egyetemi ifjúság soraiban, Wodzicki a pártfogó hatalmakra hivatkozott, aminek eredménye az egyetemi autonómia és a rektor hatáskörének korlátozása lett. Ezek az események jelentősen csökkentették Wodzicki és a Szenátus támogatottságát. 1827-ben a Képviselők Gyűlése a polgárok jelöltjét választotta a Szenátus elnökévé. A konzervatívok nem ismerték el ezt és elhagyták az ülést azzal az ürüggyel, hogy néhány képviselőnek nem volt magasabb képzettsége. A pártfogó államok jegyzéket küldtek a Gyűlésnek, mely érvénytelenítette – törvénytelenség címén – a választást és Wodzickit meghagyta a Szenátus elnöki posztján. Ettől fogva Wodzicki kormányzott a pártfogó államok támogatása révén, a Gyűlés tevékenységét pedig felfüggesztették.
1828 után Oroszország kezdeményezésére a hatalmi szervek változásokat kezdtek bevezetni. Ezek célja az Oroszországgal és a többi pártfogó államokkal lojális tisztviselők helyzetének megszilárdítása volt. A Szenátus elnökének hatalmát is megerősítették. I. Miklós cár új alkotmányt akart ráerőszakolni a Köztársaságra, ami Wodzicki régi igénye volt. A pártfogó államok az új alkotmány bevezetését 1830 novemberében tervezték, de ezt megakadályozta a novemberi felkelés kitörése a Lengyel Királyságban 1830. november 29-én.
A novemberi felkelés nagy élénkséget váltott ki a Krakkói Köztársaságban, mely régóta a fegyvercsempészet fő központja volt és a Lengyel Királyság és más államok közötti diplomáciai kapcsolatokban a közvetítő szerepét játszotta. 1831. január 16-án a diákok letartoztatták Wodzickit és rákényszerítették Krakkó elhagyására. A Köztársaságból beözönlött az ifjúság, hogy részt vegyen a felkelésben. A varsói Nemzeti Kormány kinevezte Krakkóban a képviselőjét. Vele egyetértésben a krakkói bankárok fegyvereket küldtek a Királyságba. A felkelés bukása után Krakkóba emigránsok jöttek a Királyságból a felkelés egyik parancsnokával, Józef Chłopicki tábornokkal együtt.

### A novemberi felkelés után
Az 1830-as novemberi felkelés után Oroszország és Ausztria elvesztették a reményt, hogy együttműködhetnek a lengyel nemességgel a Szabad Város területén. Ettől fogva politikájuk a Köztársaság szabadságának fokozatos korlátozása volt. Poroszország titkokban támogatta a liberális elemeket Krakkóban, a diplomáciai kapcsolatokat is fenntartotta a Köztársasággal, mint független állammal. Azonban nagyobbra becsülte a kapcsolatait a szövetségeseivel a Szent Szövetséggel, mint a krakkói csempészésből és a vele való kereskedelemből elért nyereséget. Így a pártfogó hatalmak egysége megmaradt, Ausztria lett a hatalom várományosa Krakkóban.
1833-ban a Lengyel Királyságból jövő emigránsok sikertelenül elindítottak egy felkelést, amit a pártfogó államok ürügynek használtak arra, hogy Krakkóra ráerőszakolják az új alkotmányt (1833. május 30-a). Ettől fogva a birodalmak képviselői döntöttek vitás kérdésekben a Képviselők Gyűlése és Szenátus között, értelmezték az alkotmányt, hitelesítették a Szenátus elnökének megválasztását és gyakorlatilag ők döntöttek az állások betöltetéséről és befolyásolták a bírákat. Az alkotmány csökkentette a szenátorok és képviselők számát, korlátozta a sajtószabadságot és elvette Krakkótól a szabad kereskedelem jogát Podgórzében.
1835 októberében Ausztria, Poroszország és Oroszország Berlinben egy titkos megállapodást kötöttek, amely szerint bármely, a függetlenségre irányuló cselekmény esetén az osztrák hadsereg elfoglalhatja a Köztársaságot, Poroszország megkapná annak kisebb részeit. Ezért a pártfogó államok akadályozták a krakkói püspököt kinevezéseiben, illetve Krakkó diplomáciai képviseleteinek létrehozását a nyugati államokban.
1836 januárjában Krakkó területén a lengyel függetlenségért küzdők meggyilkoltak egy orosz kémet. A pártfogó államok válaszként 8 napon belül el kívántak távolítani a Köztársaságból minden emigránst. Rá kívánták beszélni a Szenátust, hogy hívja be a pártfogó hadseregeket Krakkóba rendteremtés céljával. A Szenátus elnöke, Kasper Wielogłowski megkérte az emigránsokat, hogy hagyják el a Szabad Várost (amit a többség rögtön teljesített), de ellenezte a szomszéd államok hadseregeinek behívását. Ekkor a pártfogó birodalmak feladták az együttműködés látszatát és február 7-én az osztrák hadsereg bevonult Krakkóba, 20-án pedig az orosz és a porosz hadsereg. Wielogłowski lemondott az elnökségről. Mivel a bevonulások a bécsi kongresszus döntéseinek megszegését jelentették a lengyel emigráció erősen tiltakozott Franciaországban és Nagy-Britanniában. Azok kormányai beavatkoztak, melynek következtében Poroszország és Oroszország visszavonta hadseregeit Krakkóból.
Az osztrákok maradtak. Ennek ürügye a krakkói rendőrség átszervezése volt. Gyakorlatban a megszálló, együttműködve az oroszokkal és poroszokkal elkezdte átszervezni a Köztársaság hatalmi szerveit és beültette azokba a hozzá hű embereket, akik így uralkodtak Krakkóban. A rendőrség az osztrákok eszköze volt, az igazgatója pacifikálta a várost, ahol a helyzet olyan volt, mint egy ostromolt városban. A krakkói ellenzék kapcsolatot teremtett az emigráció nyugati képviselőivel, akik tevékenysége nyomán Nagy-Britannia és Franciaország kárhoztatták Krakkó szomszédainak a várossal kapcsolatos politikáját. Franciaország azzal fenyegetett, hogy elfoglalja Anconát. Mindez sikeres volt és 1841 februárjában az osztrákok visszavonultak Krakkóból.
A hadsereg visszavonulása után azonban a kapcsolatok nem változtak sokat. A hatalom a pártfogó államok képviselői és az osztrákokat szolgáló rendőrség kezében maradt. A Szenátus új elnöke, Jan Schindler pap jól vezette a várost, legnagyobb sikere a Krakkó–Bécs vasút megépítésének engedélyezése volt. Mégis túlzottan lojális volt Ausztriához, így például Ausztria akaratának megfelelően nem újította meg a kereskedelmi szerződést a Lengyel Királysággal. A Gyűlés már nem döntött a legfontosabb problémákról, hanem helyette a pártfogó hatalmak és a lengyel demokratikus földalatti ellenzék között, mely már amúgy is előkészítette az újabb felkelést.

### A krakkói felkelés és a köztársaság felszámolása
A felkelést a szervezők 1846. február 21-22-ére tűzték ki. Krakkóban megalakították a Nemzeti Kormányt. Még február 18-án, a pártfogó hatalmak képviselőinek nyomására, a Szenátus behívta az osztrák hadsereget. Nőtt a forradalmi hangulat, február 20-21. éjszakáján kitört a felkelés, zavargásokkal és az utcákon megjelenők a parasztokból álló felkelési osztagokkal. A hadsereg gyorsan a helyzet ura lett, de vezetői további zavargásoktól és kívülről jövő támadásoktól, visszavonult csapataival Podgórzébe. Velük együtt a szenátorok, a pártfogó államok képviselői és rendőrség is elhagyták Krakkót.
A városban elragadtatás tört ki. Közzétették a Lengyel Köztársaság Nemzeti Kormányának megalakulását. A kormány bejelentette, hogy felszabadítja a parasztokat, lecsökkenti az adókat, megszervezi a segítséget a szegényeknek és a földelosztást a zselléreknek. Krakkóba megérkeztek a wieliczkai bányászok és újabb osztagok. A krakkóiak elfoglalták Podgórzét és Wieliczkát, azután elindultak Bochnia felé. Február 26-án azonban vereséget szenvedtek az osztrákoktól.
Az osztrák hadsereg elindult Krakkó felé. A katonáknak a parasztok segítettek, akik meg akarták bosszulni sérelmeiket az elnyomó nemességen és nem különböztették meg, hogy ki „jó” és ki „rossz”, ki „lengyel” vagy ki nem. Szerintük az egész nemesség rossz volt és ki kellene azt irtaniuk. A nemességellenes hangulatot az osztrákok tartották ébren, ami tömeges fellépésekhez vezetett a nemesség ellen (ún. rabacja galicyjska). A parasztok udvarokat égettek fel és kegyetlen módon gyilkoltak le nemeseket (pl. lefűrészelték a fejüket[forrás?]). Az osztrákok pénzt fizettek a parasztoknak minden egyes meggyilkolt nemesért.
Az osztrákok azonban nem mertek bevonulni Krakkóba. Ezzel szemben követelték a város megadását és a Nemzeti Kormány tagjainak kiadását. Március 3-án a felkelő hadsereg elhagyta Krakkót és letette a fegyvert a porosz határon. A konzervatívok pedig, remélve, hogy a pártfogó államok hozzácsatolják Krakkót a Lengyel Királysághoz (azaz az oroszok által megszállt részéhez), átadták a várost az oroszoknak. A hatalmat mégis Castiglione gróf, osztrák tábornok vette át az oroszok beleegyezésével. Április 15-én a pártfogó államok aláírták Bécsben a Szabad Város Ausztriába való bekebelezéséről szóló az egyezséget. November 16-án I. Ferdinánd császár hivatalosan átvette a hatalmat Krakkó felett. Az angol és francia kormányok beérték a formális tiltakozással. A következő 72 év során így Krakkó osztrák város maradt.

### A gazdasági élet és a tudományos élet

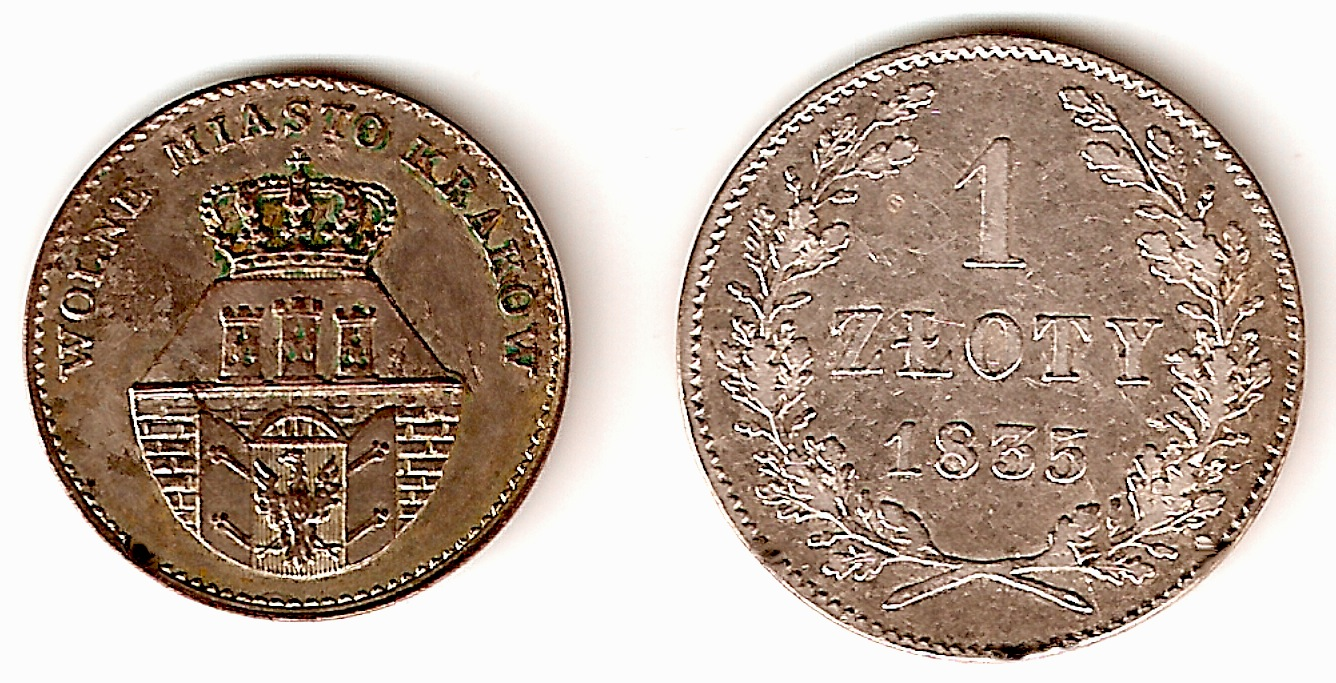
A Szabad Város valutája 1835-től: 5 groszys fémpénz fejoldala és 1 krakkói złoty írásoldala

A Krakkói Köztársaság a gazdasági liberalizmus enklávéja volt Közép- és kelet- Európában. Itt nem volt szabad vámot szedni (csak híd- és útilletékeket), de a szomszédos államok sem vetettek ki vámot a krakkói faanyagra, szénre és élelmiszerre. A krakkóiak szabadon hajózhattak a Visztulán. Az adók nagyon alacsonyak voltak a Köztársaságban. A gazdasági kedvezmények és stratégiai fekvése révén Krakkó az egyik legfontosabb kereskedelmi központtá vált Közép-kelet Európában. Fejlődött a kereskedő réteg, a kézműipar és a bankok. Emelkedtek az ingatlanok árai. A krakkói kereskedők legszívesebben a Lengyel Királyságból származó fával és gabonával kereskedtek és a magyar borral, mert azok az áruk hozták nekik a legnagyobb nyereséget. Az ipar azonban gyengén fejlődött, hátráltatta az olcsóbb porosz és osztrák áruk versenye. Fokozódott a cink, ólom és szén bányászata (Chrzanów környékén, a porosz határ mellett).

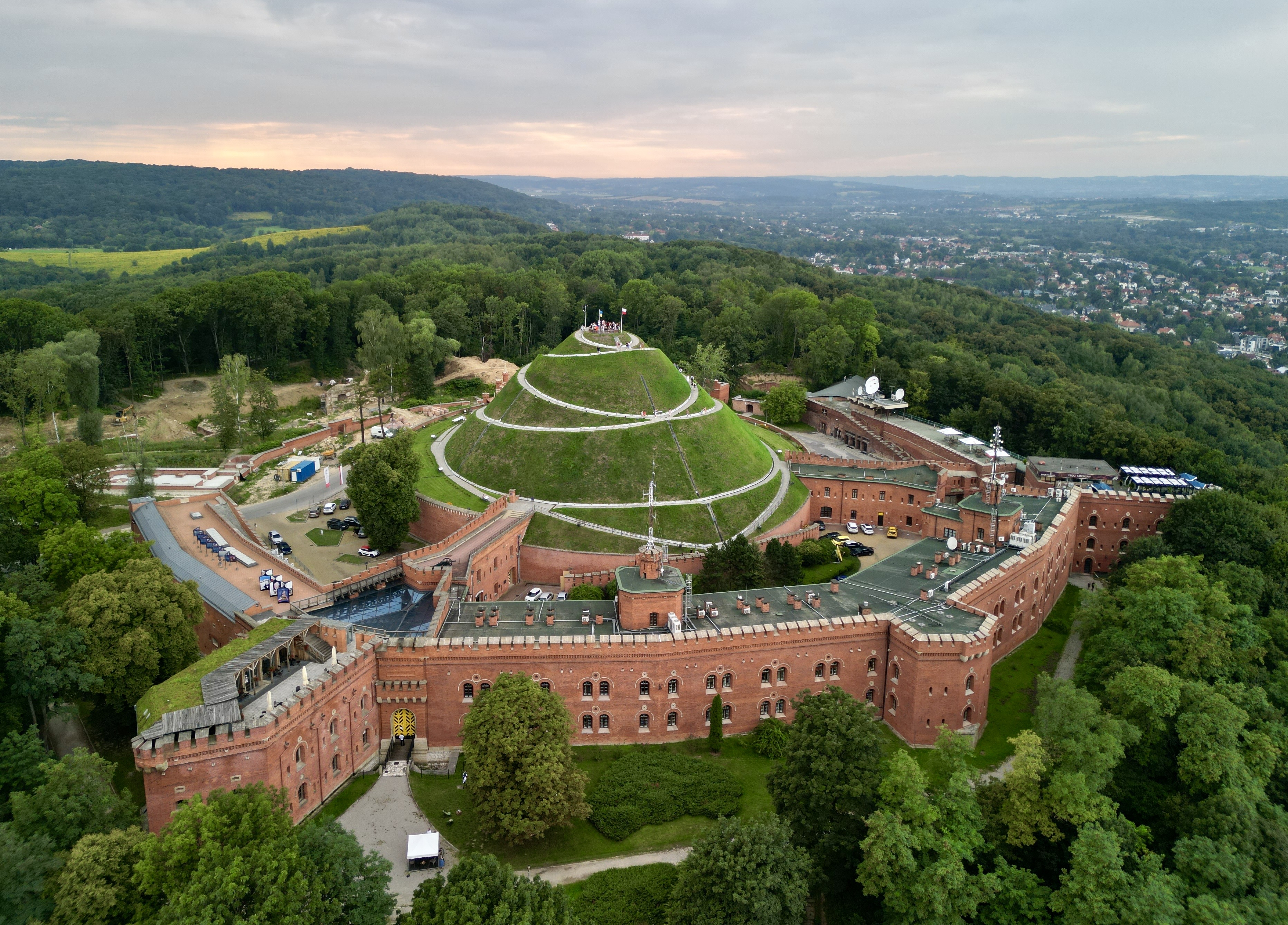
A Kościuszko-domb (Kopiec Kościuszki)

A város fejlődése azonban lelassult a megszálláskor (1836-41). Ellenszere lehetett volna ennek a vasúti kapcsolat Béccsel – de az építése csak 1844-ben kezdődött el – két évvel a Köztársaság felbomlása előtt.
Érdekes tény, hogy egyben Krakkó volt a csempészet fő központja a lengyel földön.
Krakkónak sokáig nem volt saját valutája, mert a köztársaság pénzunióban volt a Lengyel Királysággal. A krakkóiak a szomszédos államok valutáját használták és a II. Szaniszló Ágost király idejéből származó pénzt. Mivel a novemberi felkelés utáni megtorlások keretében az orosz hatalom eltávolította a fehér sas képmását a Királyság fémpénzéről, ezért 1835-től Krakkó elkezdett a saját pénzt verni, a krakkói złoty-t.
1815 után Krakkó lett a lengyel kultúra és tudomány fő központja. A krakkói iskolák szintjét igazolta egy osztrák tanfelügyelő véleménye 1846-ban, eszerint azok példaképül szolgálhattak volna az oktatási reformnak Ausztriában.
1817-ben a Krakkói Akadémia a Jagelló Egyetem (Uniwersytet Jagielloński) nevet kapta, melyet ma is visel. 1821-ig az egyetem felügyelte az általános és középiskolai oktatást. Még ugyanebben az évben a hatóságok kinyomozták egy titkos diákszervezetet meglétét, ami ürügyéül szolgált annak, hogy elvegyék az egyetemtől az oktatás felügyeleti jogát. Ettől kezdve az iskolákat az ún. Nagy Egyetemi Tanács vigyázta fel, ami az egyetemet is ellenőrizte. 1826-ban a hatóságok megalapították a felügyelet és fegyelem különleges bizottságát, bevezették az előadások cenzúráját és a diákok rendőrségi felügyeletét. A pártfogó államok megtiltották állampolgáraiknak, hogy Krakkóban tanuljanak.
A tudományos élet második központja a Krakkói Tudományos Társaság volt (Towarzystwo Naukowe Krakowskie). Ezt 1815-ben alapították és a Lengyel Tudományos Akadémia elődje volt.
A lengyel (és formálisan független) Krakkó magához vonzotta a népességét a többi, megszállás alatti országrészből. Ez volt volt a lengyel nemzeti büszkeség alapja. Egyben ez volt az egyetlen olyan hely, ahol olyan fontos események történhettek meg, mint Tadeusz Kościuszko és Józef Antoni Poniatowski herceg holttesteinek a bevitele A Wawelbe (1817-ben és 1818-ban), valamint a Kościuszko-domb megépítése (1820–23).

## 1846-1914

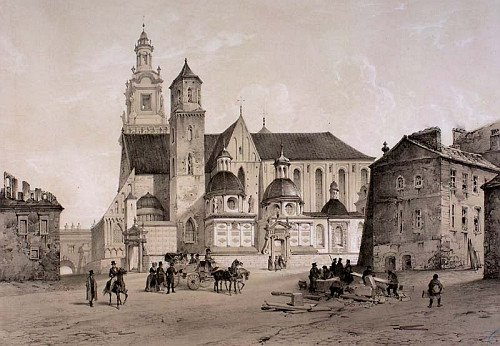
Wawel 1843-ban

Amikor az osztrákok átvették a hatalmat Krakkó fölött, újra elkezdték a németesítést. Ennek az első lépése a német nyelv használatának bevezetése volt a Jagelló Egyetem oktatásába, 1852-ben pedig a hivatalokba. De az új, ifjú császár, I. Ferenc József (1848 decemberétől) hajlott e politika enyhítésére az osztrák monarchia nemzetei irányában. Krakkót illetően már 1860-ban visszatért az iskolákba a lengyel nyelv majd 1861-ben az egyetemre is.
Ferenc József a népek tavasza következtében szerezte meg a császári koronát. Ezt az időszakot Krakkó történetében főként azok a zavargások jellemezték, amelyek 1848 áprilisában törtek ki. Ekkor a hadsereg lőtte a várost a Wawelből, ami miatt 32 ember meghalt. 1849 júliusában a hatóságok bevezették a hadiállapotot Galícia területén, ami magában Krakkóban 1854 májusáig tartott.
1850-ben pedig elkezdődött a krakkói erődrendszer építése. A feladata váratlan orosz támadás elleni védelem volt (az orosz-osztrák határ tízegynéhány kilométerre északra húzódott Krakkó mostani határánál).
1863 januárjában kitört a januári felkelés a Lengyel Királyságban. Ezzel kapcsolatban Krakkóból, a rendőrség tiltása ellenére, önkéntes osztagok utaztak a Királyság területére. Alig lépték át a határt , máris felőrölték erőiket az orosz katonák. Ludwik Zieleniewski üzemei gyártottak ágyúkat a felkelőknek (ez volt a legnagyobb gépgyára akkoriban Krakkónak, mely máig működik, 2008-ban áttelepült Niepołomicébe). Az osztrák csendőrség gondosan átkutatta a gyárat a felkelők számára készült fegyvert keresve . A felkelés bukása után a cári szervek néhány évre megtiltották Zieleniewskinek, hogy gépeket adjon el a Lengyel Királyságban. 1864 februárjában az egész Galíciában ostromállapotot hirdettek ki: betiltották a fegyverviselést és a gyűléseket, külföldiek csak tartózkodási engedéllyel léphettek be. Mindezt visszavonták 1865 áprilisában.
1867-ben a császár autonómiát adott Galíciának. (Ugyanekkor a határ túloldalán a cári hatóságok felszámolták a Kongresszusi Lengyelország autonóm státuszának utolsó maradványait is, a területet Visztula tartomány néven betagolták a az Orosz Birodalomba.) Ettől fogva, a legfelsőbb galíciai hivatalnok a császári helytartó volt. A Galíciát érintő törvényeket az Országos Szejm (Sejm Krajowy) hozta meg. A végrehajtó hatalom az Országos Ügyosztály (Wydział Krajowy – a kormány megfelelője). A közép és általános iskolákkal kapcsolatban pedig az Országos Iskolatanács (Rada Szkolna Krajowa). Az iskolákban és egyetemeken meg a hivatalokban a lengyel nyelv vált hivatalos nyelvvé (az igazságszolgáltatásban pedig az ukrán nyelv is). A főváros nem Krakkó, hanem Lemberg (Lwów) lett.

### A gazdaság és az infrastruktúra fejlődése
Az autonómia idején nem voltak olyan politikai vagy társadalmi zavargások, amelyek közvetlenül érintették volna Krakkót, azért a tudomány, a kultúra és a város gazdasága szabadon tudtak fejlődni.

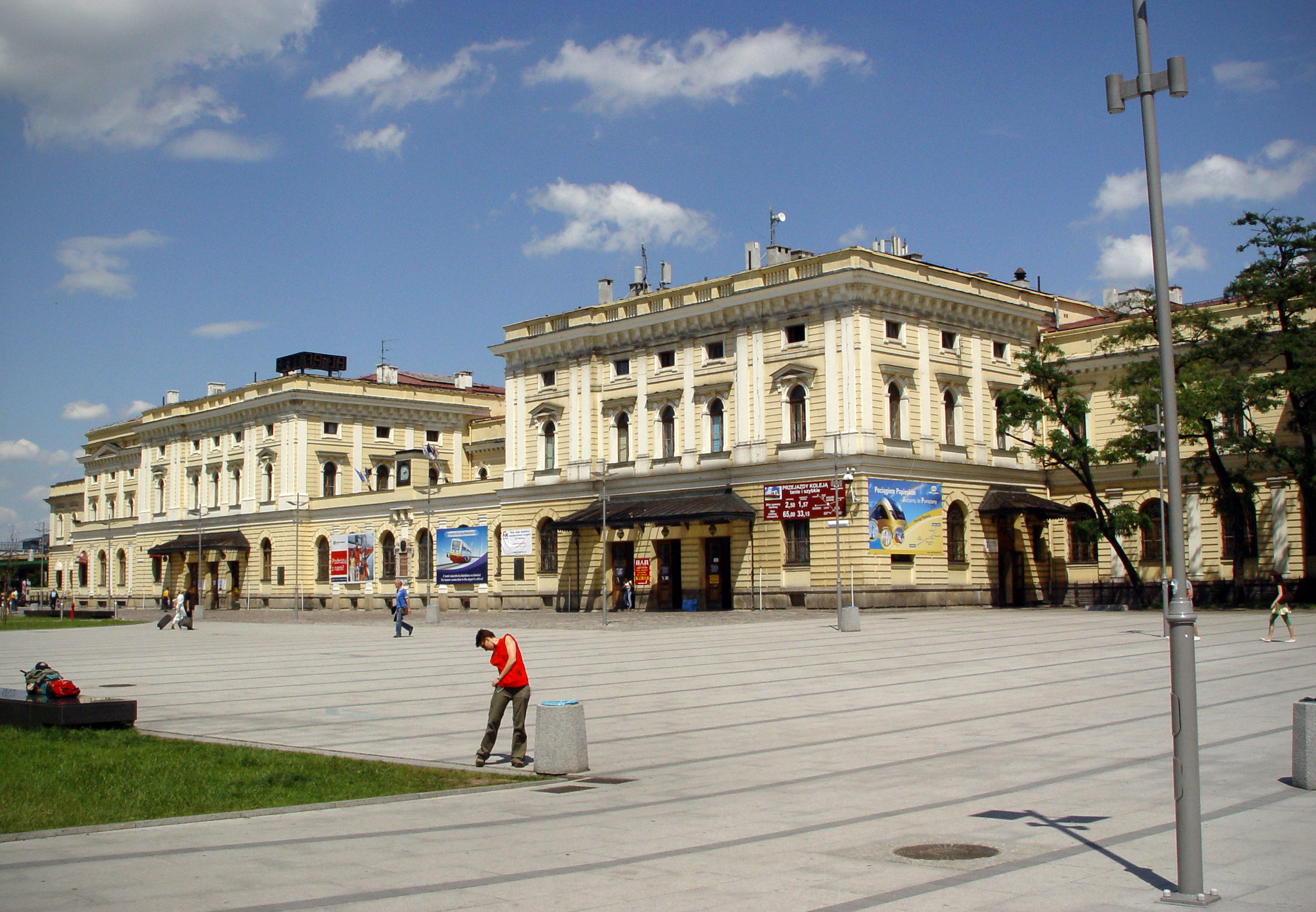
Krakkó főpályaudvara

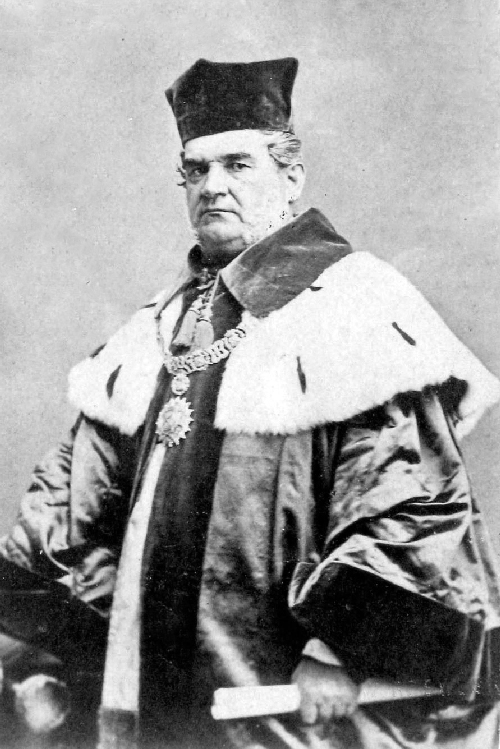
Józef Dietl, Krakkó elnöke 1866-74 között

1840-es évektől fogva erősen kiépítették a vasúti hálózatot, amely összekapcsolta Krakkót az állam más részeivel. 1847-ben indították a Krakkó-Felső Szilézia vasutat, ami összekapcsolta Krakkót Béccsel a Varsói-Bécsi Vasúton keresztül meg Berlinnel Wrocławon keresztül. Ugyanabban az évben építették meg a pályaudvart is, amely máig áll ott. 1856-ban kiépítették a Dziedzice−Oświęcim−ChrzanówTrzebinia-vonalszakaszt a porosz-osztrák határ mentén, de már az osztrák oldalon. Ez összekapcsolta Krakkót és Bécset anélkül, hogy Poroszországon keresztül kellett volna átutazni. 1856-ban megnyitották a vasutat keletre is, előbb Dębicába (Tarnów és Rzeszów között), azután Przemyślbe (1860) és Lwówba (1861). Ez kikényszerítette a krakkói pályaudvar átépítését, ennek köszönhető az épület mai alakja. 1884-ben kiépítették azt a szakaszt, ami összekapcsolja Krakkót Sucha Beskidzkával, ami az ún. transzverzális vasútvonalon fekszik (Żywiec–Sucha Beskidzka–Chabówka–Újszandec–Jasło–Sanok–Lemberg–Stanisławów). A szakasz kezdete Podgórzében volt, ott azt a pályaudvart építették, amely most a Kraków-Płaszów nevet viseli és a második krakkói pályaudvart képezi tekintettel nagyságára és fontosságára. Az 1899-ben Chabówkától kiépített szakasz lehetővé tette Krakkó és az egyre népszerűbb Zakopane közötti közlekedést.
A vasúton kívül a városi infrastruktúra többi eleméről is gondoskodtak a hatóságok. 1848-50 években a gyakori árvizek megelőzésére szabályozták a Visztulát. Ennek ellenére 1903-ban a 100 éves rekord nagyságú árvíz öntötte el a várost. További beruházásokat eszközöltek: gázgyár (1857), omnibuszok (1867), villamosok (1882), telefonhálózat (1884), vízvezeték-hálózat(1901), erőmű (1905), az első repülőtér (1912 – Czyżyny). A közlekedés fejlődését segítette a Városi Tanács által kiadott “közlekedési szabályzat”, ami többiek között bal oldali forgalmat írt elő és megtiltotta a behajtást az Óvárosba.

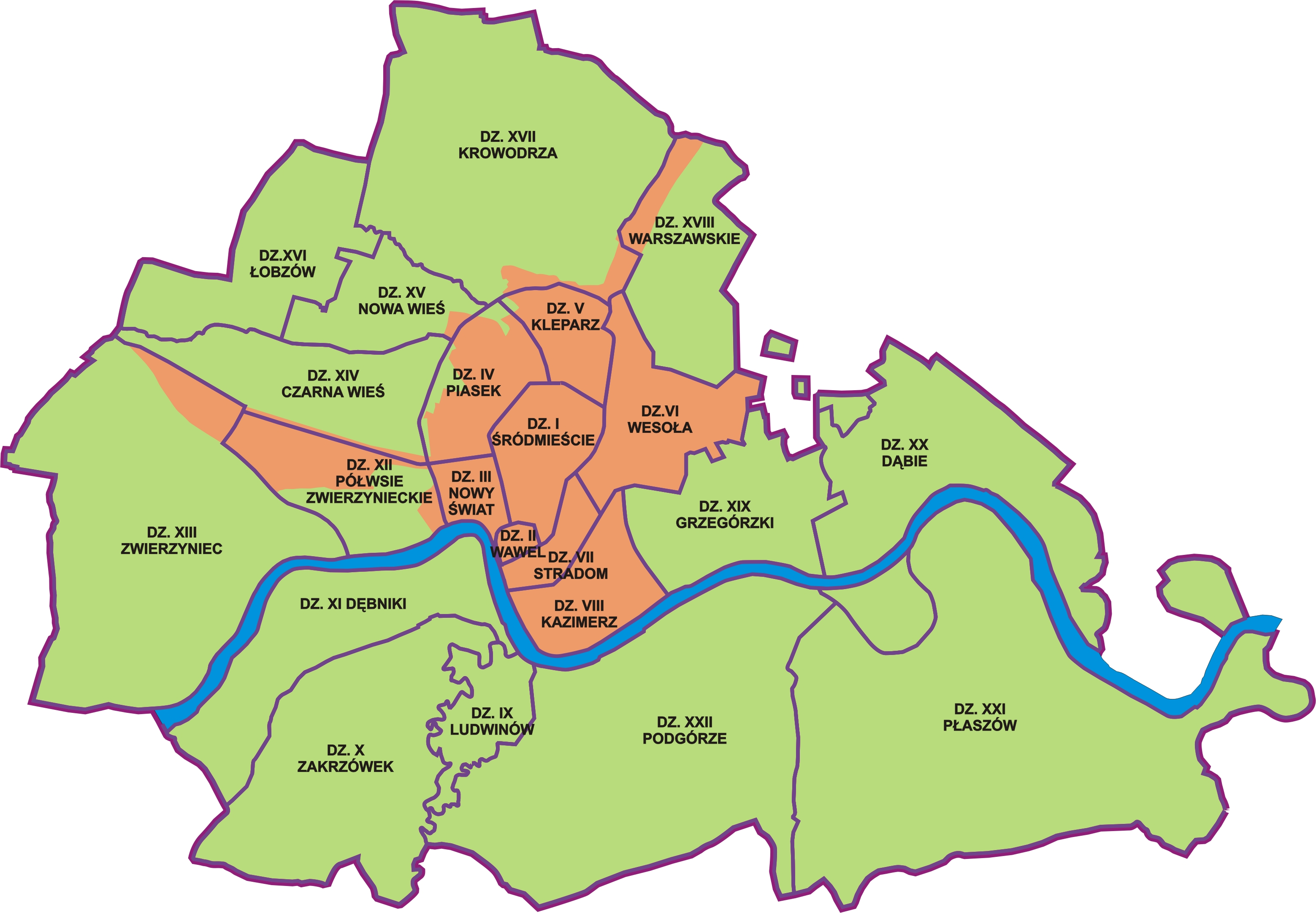
Krakkó 1915 után. A vörös terület jelöli Krakkót 1909-ben

Krakkó területi fejlődése

Ebben az időben két igen kiváló elnöke is volt a városnak. Az első Józef Dietl volt, aki 1866−74 között volt elöljáró. Ő az orvostudomány professzora volt, egyben a Jagelló Egyetemen rektora, aki a balneológiát is művelte.[forrás?] Vezetésével a város jövedelme megkétszereződött anélkül, hogy új adókat kellett volna kivetnie. Dietl rendbehozatta a régi épületeket (pl. a városfalakat), hozzájárult a Jagelló Egyetem fejlődéséhez és az ipariskola és szépművészeti iskola megalakulásához, megalakította a tűzoltóságot. Betemettette a Visztula oldalágát, az ún. Öreg-Visztulát Krakkó (Wawel) és Kazimierz között. Az oldalág helyén ma a Dietl utca vezet.
A második kimagasló elnök Juliusz Leo volt 1904−18 között. Az első sikere az volt, hogy az osztrák hadsereg átadta Wawelt a polgári hatóságoknak (1905). Addig ott a hadsereg kaszárnyája helyezkedett el. Juliusz Leo legfontosabb tette Nagy Krakkó létrehívása volt, az eszmének ő volt a szellemi atyja és egyben végrehajtója. Az ötlete abban állt, hogy fokozatosan nagyítsák meg a város területét, hozzácsatolva a környékbeli falvakat:
- 1910. április 1-je – kb. 4 km széles övezet Podgórzétól nyugatra (Zakrzówek, Dębniki), az Óvárostól nyugatra (Półwsie Zwierzynieckie, Zwierzyniec, Czarna Wieś, Nowa Wieś, Łobzów), északra (Krowodrza, Piaski, Olsza) és keletre (Grzegórzki), meg Prądnik Biały és Prądnik Czerwony részei (egy kicsit tovább, az Óvárostól északkeletre);
- 1911. április 1-je – Ludwinów (Podgórze és Dębniki között) meg Dąbie (Grzegórzkitól keletre);
- 1912. április 1-je – Płaszów (Podgórzétól keletre).

Nagy Krakkó kialakításának betetőzése Podgórze hozzácsatolása volt (1915. július 1-je). A megnagyobbodással Krakkó területe 46,9 km² lett (hétszeresére nőtt), 180 ezres lakossággal.
További három tényről is érdemes megemlékezni:
- 1872 februárjában jóváhagyták a Művészeti és Tudományos Akadémia (Akademia Umiejętności[7]) alapokmányát. Az Akadémia elődje a Krakkói Tudományos Társaság volt.
- 1883-ban Zygmunt Wróblewski és Karol Olszewski, a Jagelló Egyetem professzorai a világon elsőként cseppfolyós oxigént és nitrogént állítottak elő.
- 1906 júniusában megalakult az első sportklub, a Klub Sportowy Cracovia, ez év szeptemberében a Wisła Sportklub (Towarzystwo Sportowe Wisła). Mindkét klub máig létezik, a leghíresebb a futballcsapata (2010-ben és 2011-ben a Wisła megnyerte a nemzeti bajnokságot).

Krakkót néhányszor Ferenc József császár is meglátogatta, akit a galíciai autonómia létrehozásakor különösen lelkesen fogadtak a krakkóiak.

## I. világháború

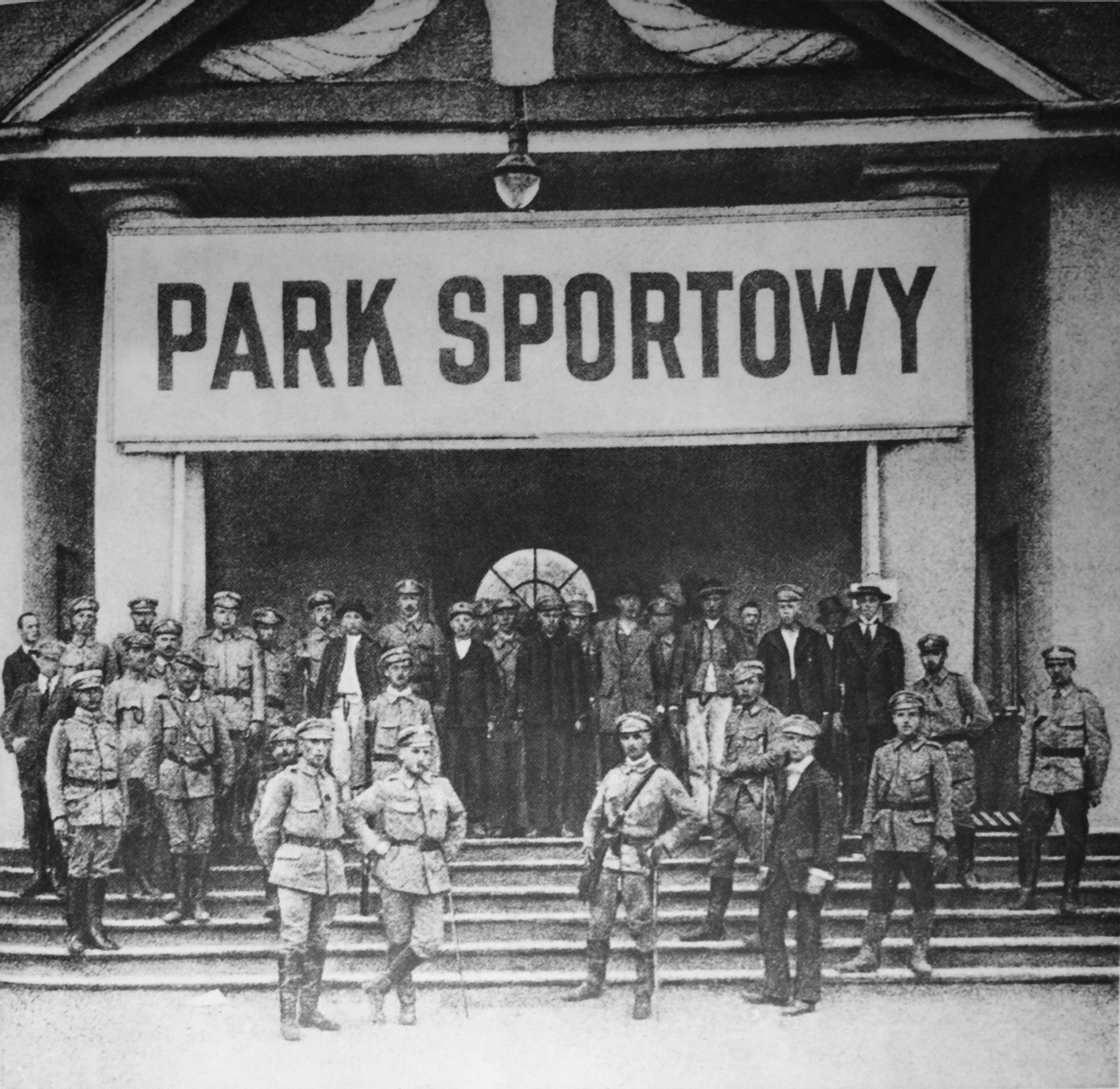
Az Első törzsszázad körlete előtt az Oleandry utcában, ahonnan 1914. augusztus 6-án elutazott Varsó felé

A függetlenség visszaszerzését célozva a lengyelek nagy reményeket tápláltak a megszálló államok közötti háború iránt, és számítva egy ilyen háború kitörésére, készültek is rá. Földalatti szervezetek alakultak (főként Galíciában), amelyek nemzeti felkelést szándékoztak kirobbantani az oroszok által megszállt területen. Az egyik legfontosabb a Związek Walki Czynnej („Aktív Harc Szövetsége”) volt Józef Piłsudski parancsnoksága alatt. Piłsudski néhány legális lövészegyletből létrehozta Krakkóban az úgynevezett „Első törzsszázadot” (Pierwsza Kompania Kadrowa), amely 1914. augusztus 6-án Krakkóból Varsóba utazott, hogy nemzeti felkelést szervezzen. A század Kielcéig jutott és elfoglalta a várost, de további sikerek hiányában visszatért Krakkóba. Ezt követően az osztrák-magyar hadsereg külön alakulatát képező Lengyel Légió részévé lett. A század fontos eleme lett a Lengyelországot 1926 és 1939 között kormányzó Piłsudski táborának későbbi propagandájában. Piłsudski főként a század tagjai közül választotta ki munkatársait.
Az első világháború 1914. július 28-án tört ki. Az osztrák–magyar hadsereg kezdeti hadműveleti célja Varsó bevétele volt. Az orosz védekezés azonban nagyon sikeres volt és még ez év őszén az oroszok elfoglalták majdnem az egész Galíciát.
Az orosz offenzíva alatt derült ki, hogy mennyire hasznos a krakkói erődrendszer, amelyet az eltelt hatvan év során építettek és javítottak. Az oroszok tartottak az erődrendszer megtámadásától és halogatták, holott már két oldalról bekerítették Krakkót, az orosz hadsereg közeledett a mai városhatárhoz. Franz Conrad von Hötzendorf osztrák vezérkari főnök kihasználta az orosz tétovázást, és az úgynevezett első krakkói csatában (1914. november 16–22.) 30 km-re északkelet felé meghátráltatta az oroszokat.
November 30-án az oroszok behatoltak Wieliczkába. Krakkó vezetői kiürítették a hivatalokat és a lakosság egy részét. December 6-án elkezdődött a második krakkói csata. A déli részen, Limanovánál mindkét hadsereg harcolt, az északi részen pedig Krakkó és Wieliczka között. A harcok a krakkói Főpiactól 10 km-re folytak. Csak december 13-án sikerült visszaverni az oroszokat keletre, majd ezt követően a front többet nem közeledett a városhoz.
A harcokban Krakkónál összesen mintegy 400 000 ember vett részt a két oldalon. A véres és kitartó ütközetek eldöntötték az egész osztrák–orosz háborút, mivel megállították az orosz előretörést Szilézia felé. Az osztrák–magyar hadsereg körülbelül 30 000 embert vesztett (halottak és sebesültek) és körülbelül 17 000 -en kerültek fogságba. Maga az erődrendszer fontos szerepet játszott, mert megkönnyítette a védők utánpótlásának átjuttatását a Visztula egyik partjáról a másikra.
Az 1918 őszén a központi hatalmak veresége szinte biztosnak számított. A lengyelek észrevették ebben a megismételhetetlen esélyt, hogy visszaszerezzék a függetlenséget. Október 28-án megalakult a Lengyel Megszüntetési Bizottság (Polska Komisja Likwidacyjna), amelynek az élén Wincenty Witos (későbbi miniszterelnök) és Ignacy Daszyński (a szocialista párt tagja, a későbbi Szejm elnöke) álltak. A bizottság célja az volt, hogy megszüntesse a Galíciát és Ausztriát összekötő állami és törvényes kapcsolatokat, valamint megőrizze a közbiztonságot a független lengyel állam megalakulásáig. Október 31-én a lengyel katonák elfoglalták az osztrák kaszárnyát Podgórzében és lefegyverezték a helyőrség állományát. Ezt követően fehér sasos jelvényeket és nemzeti kokárdákat tűzve egyenruháikra átvonultak a Főpiacon. A városházán az osztrákok átadták a város és a Krakkói Erődrendszer feletti hatalmat Bolesław Roja ezredesnek, akit a Megszüntetési Bizottság a lengyel hadsereg parancsnokává nevezett ki.
Krakkó volt az első lengyel város, amely eltávolította az idegen uralmat és a független lengyel állam részévé lett. Varsóban a német uralom egészen november 8-ig tartott, csak november 11-én adta át a Kormányzótanács (Rada Regencyjna) Piłsudskinak a hadi fennhatóságot, 14-én pedig az államit. Poznańban viszont november 12-én egy lengyel (Jarogniew Dębski) lett a város polgármestere, de a Nagy Lengyelországért folytatott harcok egészen 1919 februárjáig tartottak.

## 1918–1939
A függetlenség visszaszerzése után Lengyelországnak a többi európai államhoz hasonlóan le kellett küzdenie a gazdasági válságot. A legkomolyabb helyzet 1923-ban volt. Az országot hiperinfláció és munkanélküliség sújtotta, az életkörülmények romlottak, a gyártulajdonosok megszegték a munkatörvényeket és az őket támogató konzervatív kormányok ezt nem akadályozták meg. November 5-én Krakkóban általános sztrájk kezdődött. A következő napon a munkások kimentek az utcákra. Az útjukat a hadsereg felfegyverzett katonái és a rendőrség állta el, mire a munkások torlaszokat emeltek. A belügyminiszter világos utasítására egy ulánusezred megtámadta a tüntetőket, a támadás során 18 munkás és 14 katona halt meg.[forrás?] A zavargások felkeléssé váltak, melyet a történészek krakkói felkelésnek neveznek. A felkelők elfoglalták a Főpiacot és környékét, és megszereztek egy páncélautót. A megijedt kormány megbeszéléseket kezdett a Lengyel Szocialista Párttal és a szakszervezetekkel, majd megígérte, hogy áttekinti a munkások gazdasági követeléseit.
1926 májusában Józef Piłsudski marsall jutott hatalomra a májusi merényletnek nevezett államcsíny következtében. Krakkó a marsallt támogató sztrájkkal reagált, amelyet a Lengyel Szociálista Part szervezett, ugyanis Piłsudski volt a párt egyik megalapítója 1893-ban és 1914-ig fontos tagja maradt. Hamarosan azonban a szocialisták megbánták a támogatást, mivel Piłsudski tábora ugyanolyan erővel küzdött a bal- és jobboldali mozgalmak ellen. A marsall úgy vélte, hogy a pártok vezették az országot a társadalmi és politikai válságba az 1920-as évek első felében. Rövid virágzó időszak után (1927–30) a helyzet Lengyelországban megint súlyosbodott a világválság következtében, amely 1930-ban érte el Lengyelországot. A baloldali és a centrista pártok az egyesülés mellett döntöttek, és megalakították a Centrolew nevű koalíciót, mely kongresszusát Krakkóban tartották. Az állam azonnal reagált: augusztusban létrehozták az új kormányt, amelynek miniszterelnöke maga Piłsudski lett, Ignacy Mościcki államelnök pedig feloszlatta a szejmet és új választásokat rendelt el. Ennek következtében a képviselők elvesztették a mentelmi jogukat és a rendőrség le tudta tartóztatni őket.
A következő nagy sztrájk 1932-ben, majd 1936-ban volt. A rendőrség a munkásokra lőtt és legalább tíz embert megölt.
Krakkó állandó jelleggel az egyik legfontosabb lengyel egyetemi központ volt. 1919-ben megalakították a Bányászati Akadémiát, amely a műszaki egyetem szerepét töltötte be, mert ilyen nem létezett Krakkóban egészen 1946-ig (a fő műszaki egyetem Galíciában a Lwówi Műszaki Egyetem volt). 1925-ben megalapították a Kereskedelmi Főiskolát, amelyet 1937-ben Kereskedelmi Akadémiává alakítottak át. A krakkói egyetemek aktívan részt vettek a zsidóellenes mozgalmakban. Ezeket a rektorok indították el, a nemzeti-demokratikus szervezetek befolyása alatt. 1923-ban a Jagelló Egyetem jogi és orvostudományi karai már bevezették a numerus clausust. 1931 októberében a krakkói egyetemeken kitörtek a zsidóellenes zavargások, amelyek két hét után az utcákra is átterjedtek. 1932-ben Wilnóban is voltak zsidóellenes zavargások, melynek során egy lengyel diák meghalt; novemberben Krakkóban misét tartottak a lelkéért, amely után a nemzeti-demokratikus harci csapatok erővel eltávolították a zsidó diákokat az előadótermekből. 1937 októberében végbement a sztrájk a padgettó ellen (ez azt jelentette, hogy a zsidóknak csak meghatározott padokban volt szabad ülniük). 1938-ban a nemzeti-demokratikus harci csapatok nem engedték be a zsidó diákokat az előadásokra.

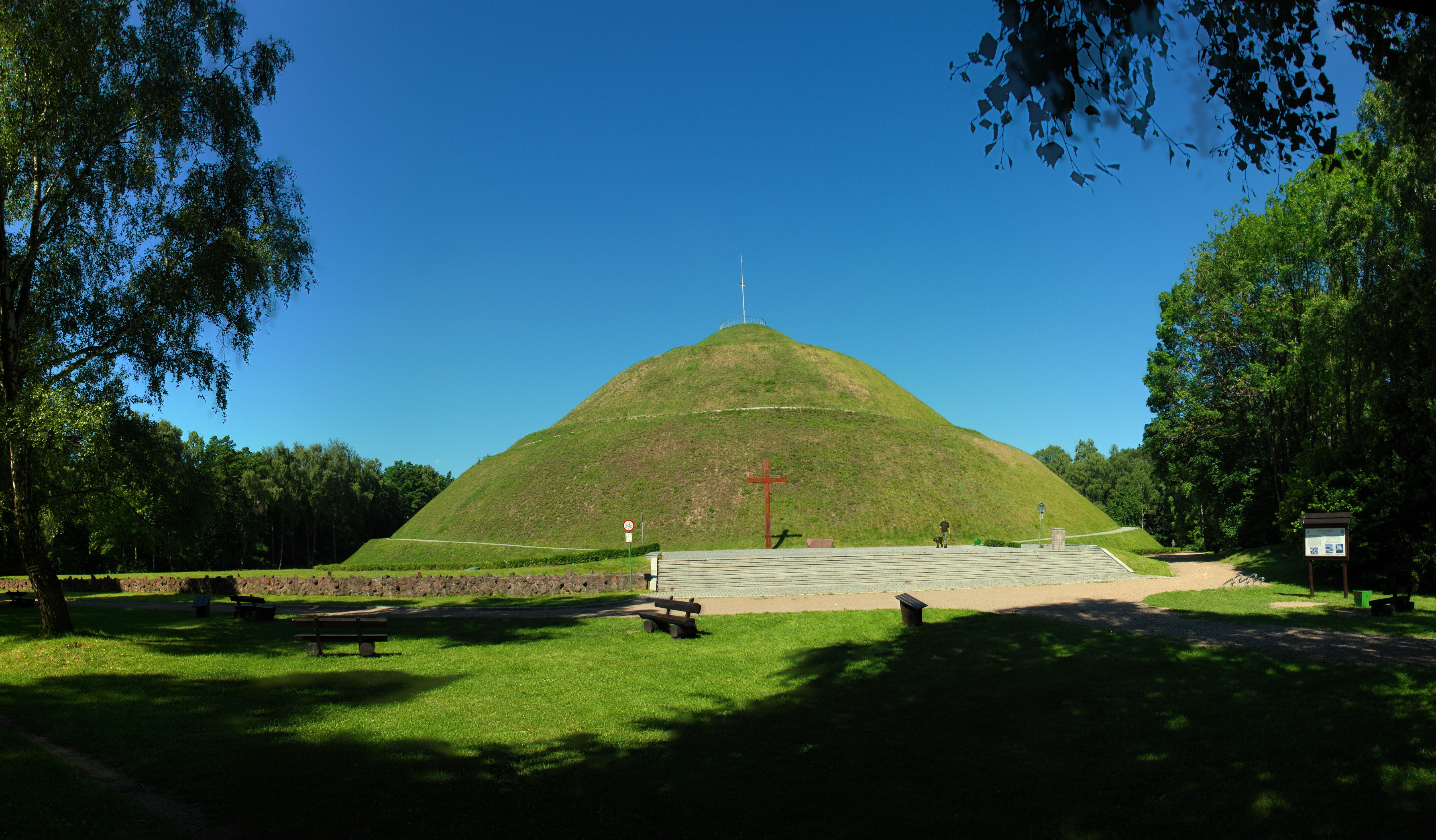
A Piłsudski-domb (Kopiec Piłsudskiego)

Az infrastruktúra fejlődését illetően a legfontosabb események:
- 1927 júliusában megnyitották az autóbusz pályaudvart a Szentlélek téren. Innen indultak a buszok a vajdaság minden fontosabb városába;
- 1933 januárjában megnyitották a Piłsudski hidat, amely az 1925-ben lezárt és lerombolt Podgórze hidat helyettesítette;
- 1934 novemberében megnyitották a közvetlen vasúti kapcsolatot Varsóval. Addig a vonatoknak a Varsó–Bécs útvonalon kellett járniuk.

1935. május 12-én meghalt Józef Piłsudski marsall. Egy hét múlva különvonattal hozták a holttestét Krakkóba. A temetésen 300 000 ember gyűlt össze. A koporsót a Wawelbe helyezték el, és a marsall emlékére a Kościuszko-, Krakus- és Wanda-dombhoz hasonló domb építését határozták el. A dombot 1934-ben kezdték el építeni: először a függetlenség visszaszerzésének szentelték, csak azután Piłsudskinak, az építést 1937-ben fejezték be. Napjainkban ez a legmagasabb pont Krakkóban.

## Második világháború

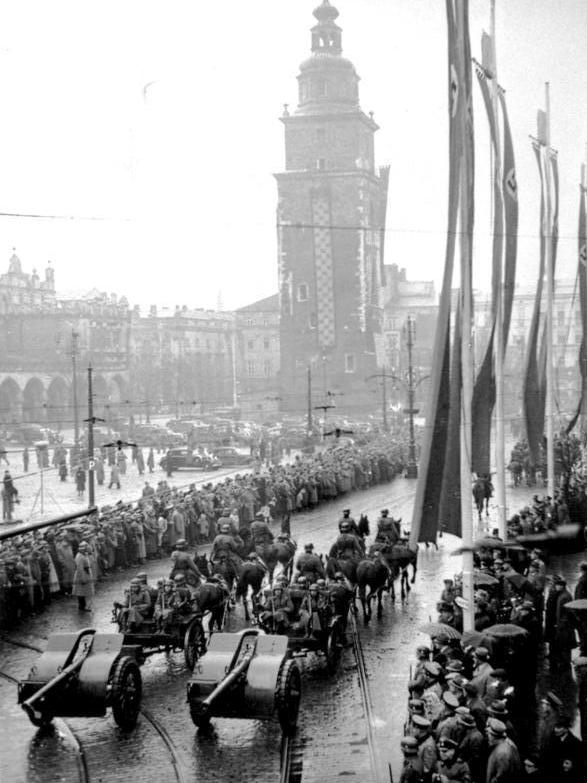
A német hadsereg díszfelvonulása Krakkóban 1940 októberében

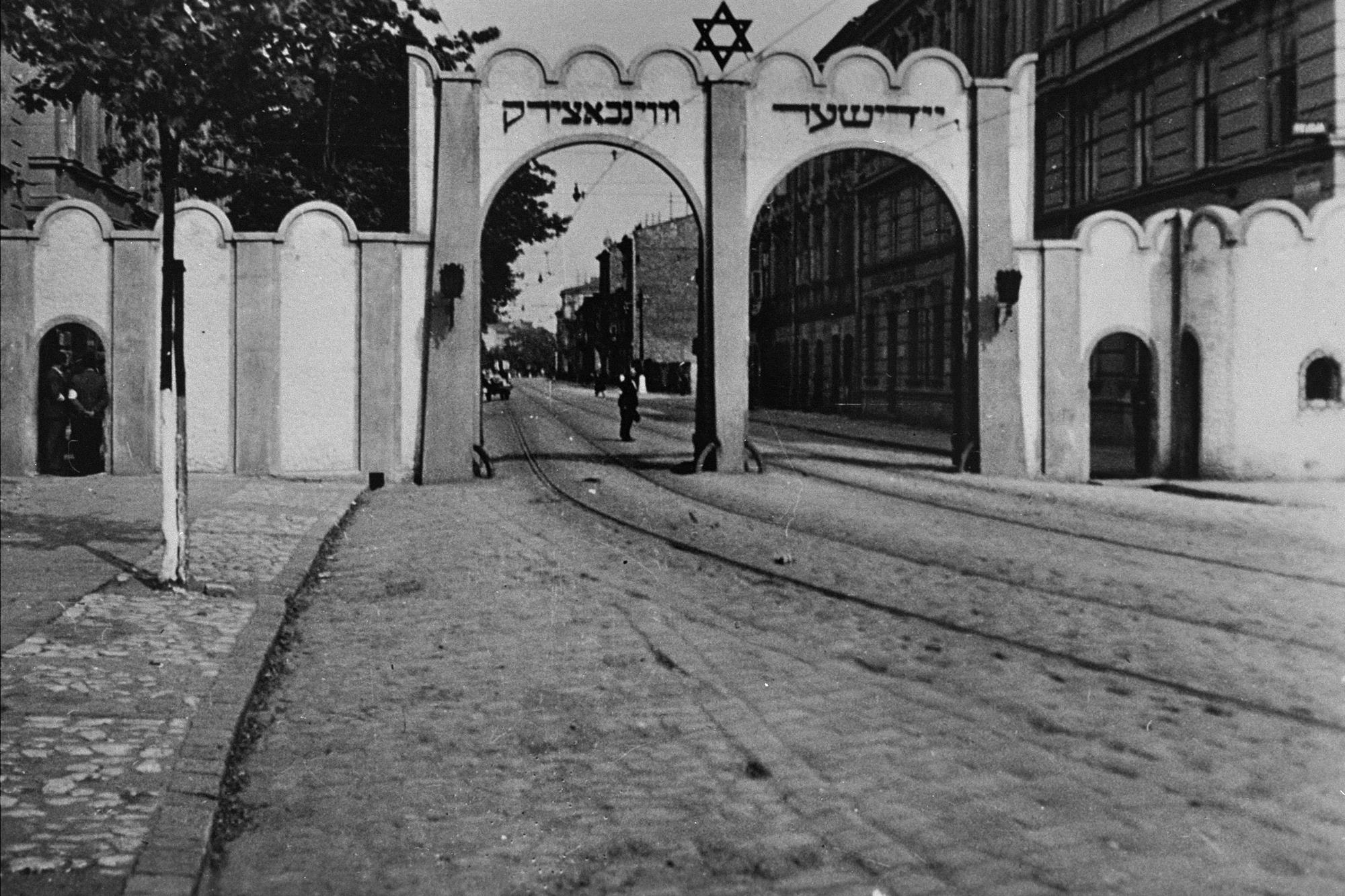
A krakkói gettó kapuja, 1941

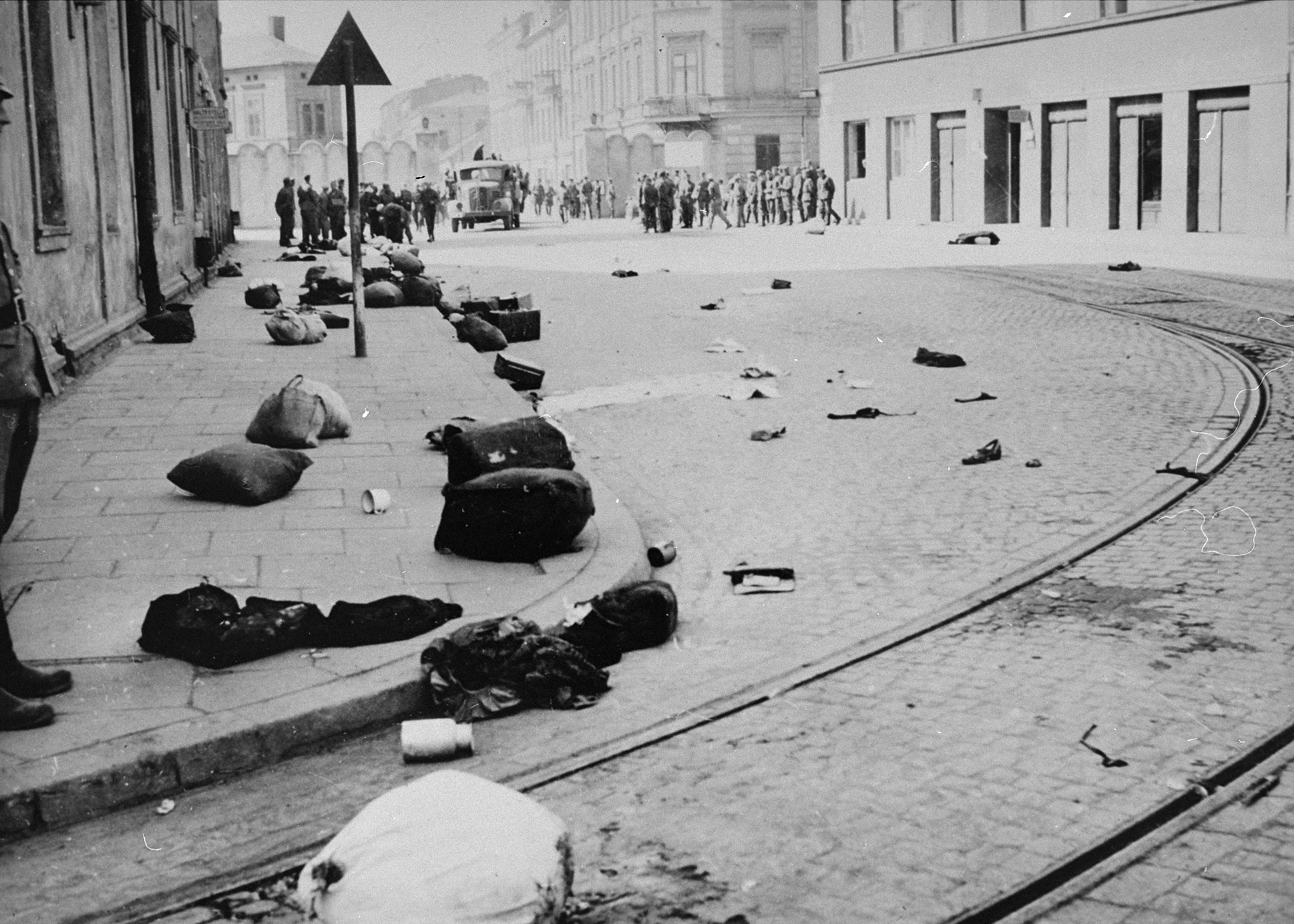
Deportált emberek szétszórt csomagjai és ruhadarabjai, 1943 márciusa

Már 1939. szeptember 6-án, azaz öt nappal a második világháború kitörése után, a német hadsereg elfoglalta Krakkót, amely október 12-én a Lengyel Főkormányzóság fővárosává lett. A Lengyel Főkormányzóságоt Hans Frank, Adolf Hitler közeli munkatársa, igazgatta. A németek olcsó munkaerőként akarták kihasználni a lengyeleket, egyidejűleg germanizálni őket, és úgy vélték, hogy Krakkó alkalmasabb Varsónál az elnémetesítéshez, illetve a fővárosi szerepre is, mert közelebb fekszik a régi német határhoz és kisebb a területe.
Az egyik legbrutálisabb náci művelet a lengyelek ellen az úgynevezett Sonderaktion Krakau („Krakkói Különleges Akció”) volt, amely a lengyel tudósok ellen irányult. A Jagelló Egyetem rektora, Tadeusz Lehr-Spławiński professzor, utasítást kapott Bruno Müller SS-Sturmbannführertől, hogy november 6-ára általános gyűlést szervezzen az előadók számára, amelyen a németek elmagyarázzák álláspontjukat az egyetemek és a tudomány ügyeit illetően. A gyűlésre Müller rendőrök kíséretében érkezett és magyarázat helyett kinyilatkoztatta, hogy:
- az Egyetem megkezdte a tanévet anélkül, hogy előbb megkapta volna a német hatóság jóváhagyását, ami rosszakaratnak tartandó,
- a lengyel tanárok mindig ellenségesen viszonyultak a német tudományhoz,
- ennek következtében a jelenlevő nők kivételével mindnyájan koncentrációs táborba lesznek szállítva.

Lelövés terhe alatt megtiltott bármilyen vitát erről. A bejelentésnek megfelelően, elengedte a két jelenlevő professzornőt. A művelet keretében összesen 183 embert tartóztattak le, köztük negyvenen a Jagelló Egyetemen kívüliek voltak. Kezdetben a fő krakkói börtönbe zárták őket, majd 11 embert elengedve a többieket a sachsenhauseni táborba szállították. A nehéz tábori körülmények miatt több tíz professzor meghalt. A nemzetközi tiltakozások, mindenekelőtt Benito Mussolini személyes közbelépése Hitlernél, hatására 1940 februárjában elengedtek 101 foglyot.
Hasonló műveletre került sor 1942 áprilisában. 198 embert (képzőművészeket, színészeket, újságírókat) tartóztattak le egy kávéházban. Közülük 168-an haltak meg Auschwitzban.
A többi megszállt városhoz hasonlóan a legnagyobb megtorlás a zsidókat sújtotta. 1940 májusában hajtották végre az első kilakoltatásokat. 1941. május 3-án hozták létre a krakkói gettót Podgórzében. Az egész kerületet körülvették szögesdróttal, egy évvel később pedig magas falat kezdtek építeni, amelyhez erős őrizet alatt levő három kapu vezetett. Az „árja” oldalra nyíló ablakokat befalaztatták. A területre, ahol korábban 3500 ember élt, most 16 000 főt zsúfoltak be, ami fejenként 2 m²-t jelentett. 1941 októberében a gettót hivatalosan is zárt kerületté nyilvánították: a különleges engedély nélküli belépés vagy kilépés halálbüntetéssel fenyegették. Ugyanígy büntették azokat az embereket is, akik segítettek a gettón kívüli zsidóknak. 1942 májusában a nácik megkezdték a zsidók kivégzőtáborokba való szállítását. A legnagyobb deportálások október 27-én és 28-án történtek, ekkor a nácik összesen 11 000 embert vittek el, köztük betegeket a kórházból és gyerekeket az árvaházból. A felét a Płaszówban létrehozott menekülttáborba szállították vagy gyalog hajtották.
1943. március 13–14-én a németek véglegesen felszámolták a gettót. 8000 munkaképesnek elismert zsidót a płaszówi táborba szállítottak, mintegy 2000-et meggyilkoltak a gettó felszámolásakor vagy Auschwitzban.
1943 májusában Oskar Schindler gyárában létrejött a płaszówi tábor fiókja. Schindler német vállalkozó volt, az NSDAP tagja, akinek Podgórzében levő zománcedény-gyárában a zsidók rabszolgákként dolgoztak. Schindlert megrázta a gettó felszámolása, ezért úgy döntött, hogy megvédi zsidó munkásait. A létrejött fiókba 900 zsidót szállított át. Ott nem fenyegette őket az a veszély, hogy a fő tábor őrei zaklatják vagy kirabolják. Amikor a Vörös Hadsereg közeledett Krakkó felé, a németek felszámolták a táborokat és meggyilkolták a foglyok többségét. Schindlernek sikerült 1944 októberében átszállíttatnia 1200 „munkását” egy csehországi gyárába. Schindler történetét Thomas Keneally ausztrál író a Schindler’s Ark című könyvében írta le. Ez alapján készült Steven Spielberg Schindler listája című filmje, amelyet többnyire Lengyelországban, lengyel színészek közreműködésével forgattak.
A megtorlások a nem zsidó származású lengyeleket is érintették. 1939 novemberében a németek bezárták az összes középiskolát. Mickiewicz, Kościuszko, a grünwaldi csata szobrát tönkretették. 1940 végén volt az első łapanka, amely abból állt, hogy a katonák hirtelen és pontosan körülvettek egy kiválasztott helyet (például pályaudvart), és letartóztattak minden ott levő embert (lengyelül łapać – elfogni). A foglyokat vagy koncentrációs táborokba vagy kényszermunkára Németországba szállították.

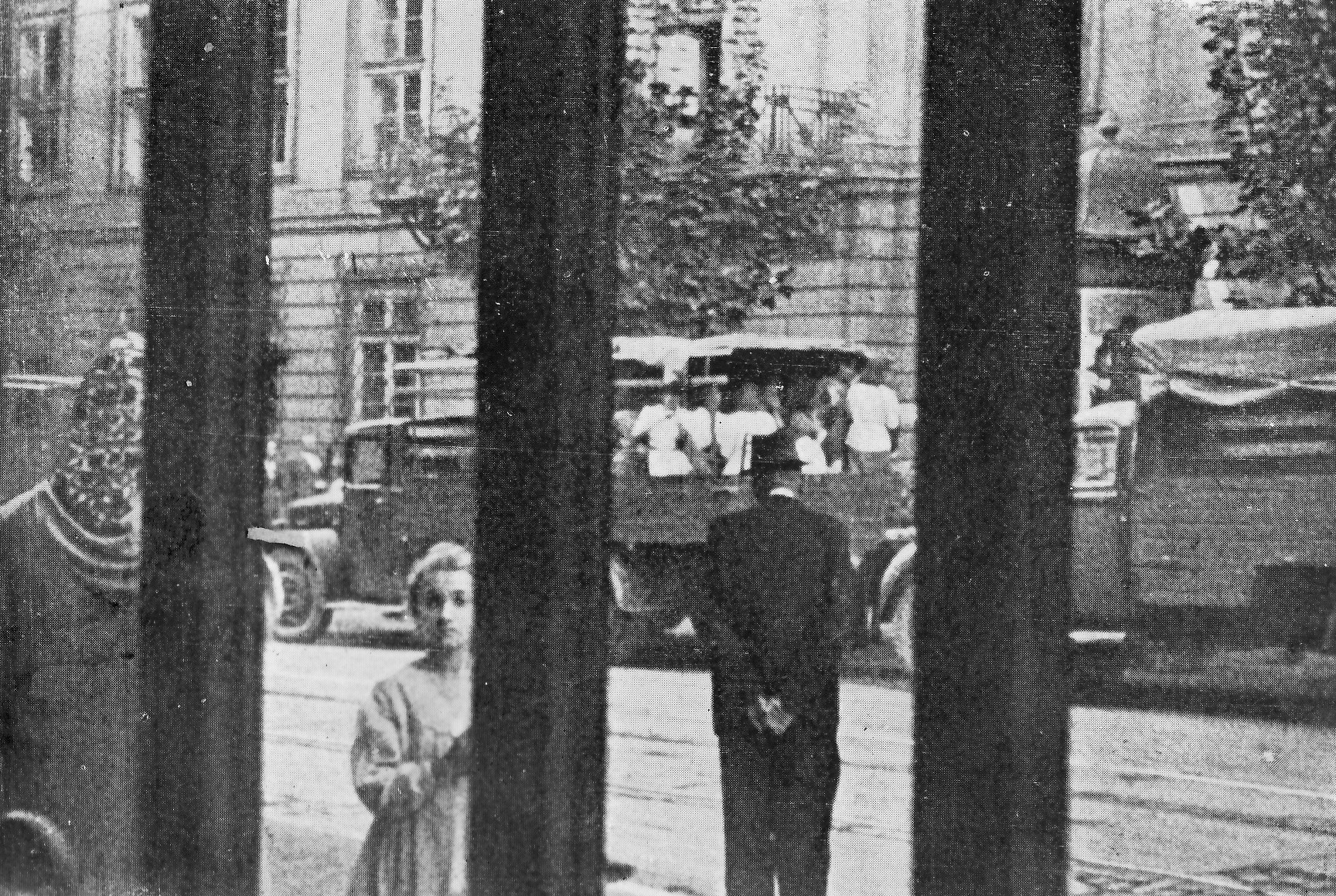
A łapanka közben elfogott emberek teherautókon; Krakkó, Óváros

1941 őszén a német megszálló hatalom megtiltotta Krakkó lengyel nevének használatát. Hamarosan a krakkói utcák és parkok névtábláit németre cserélték. 1942 júniusában megtartották az első nyilvános kivégzést Płaszówban.
1941 júniusában a németek 27 környékbeli községet csatoltak Krakkóhoz, 3-6 kilométer széles övezetben. A város területe szabálytalan hatszög alakúvá vált, Wawellel a központjában, a város népessége 321 000-re nőtt.
1945. január 12-én megkezdődött a Vörös Hadsereg támadása. A németek elkezdték a város kiürítését. Január 17-én a szovjetek Ivan Konyev marsall parancsnoksága alatt behatoltak Krakkóba (szimbolikus az a tény, hogy ugyanazon a napon Varsót is felszabadították a szovjetek). A Lengyel Népköztársaság idején a kommunista propaganda szerette kihangsúlyozni, hogy a szovjetek célzatosan nem használtak nehéztüzérséget, hogy ne tegyék tönkre a várost. Ezért a lengyel Államtanács Konyevet a Virtuti Militari érdemrenddel tüntette ki. Valójában a szovjetek tervezték a tüzérség bevetését, de elálltak tőle, mert a németek ellenállása erősebb volt, mint gondolták. Az ostrom idején így is leromboltak sok épületet a krakkói főpályaudvar körül és bombát dobtak a Wawelre, súlyosan megrongálva a székesegyházat.

## A háború utáni évek
A háborút követően a város lakossága megkezdte a romeltakarítást és az újjáépítést. A város jelentős része megmenekült: Krakkó helyzete összehasonlíthatatlanul jobb volt mint a 80%-ban rommá vált Varsóé. A munkák többsége a megrongált épületek javítására korlátozódott. A legkomolyabb vállalkozás Nowa Huta építése volt. Egy munkásváros, amelyet felépülte után Krakkóhoz csatoltak. A munkák megkezdéséről 1949 márciusában döntöttek, az építés pedig júniusban kezdődött el.
A harcok befejezését követően az egyetemek is hamarosan újraindultak: Jagelló Egyetem (1945 márciusa), Bányászati Akadémia (1945 áprilisa, 1947-ben elfogadta a mai nevet – Bányászati és Kohászati Akadémia, Akademia Górniczo-Hutnicza), Kereskedelmi Akadémia (Akademia Handlowa, 1945 májusa, napjainkban – Közgazdasági Egyetem, Uniwersytet Ekonomiczny). Új egyetemek is megalakultak:
- Krakkói Műszaki Egyetem (Politechnika Krakowska, 1946 októbere) – megalakult a Bányászati Akadémia részeiből, kezdetben a hatálya alá is tartozott (1954-ig),
- Orvostudományi Akadémia (Akademia Medyczna, 1950 januárja) – elvált a Jagelló Egyetemtől, 1993-ban visszatért az anyaegyetemhez mint Collegium Medicum,
- Mezőgazdasági Főiskola (Wyższa Szkoła Rolnicza, 1953 októbere) – napjainkban Mezőgazdasági Egyetem (Uniwersytet Rolniczy).

1945. július 21-én megtartották a Lengyel Művészeti és Tudományos Akadémia (Polska Akademia Umiejętności, PAU) első ülését. Ez folytatta a háború előtti Képesség Akadémiája hagyományát és tevekénységét (eredete a Krakkói Tudományos Társaságban keresendő). De a kommunista valóságban az államtól független tudományos intézmény nagyon kellemetlen volt a szervnek. Ezért 1948-ban kihirdették a Lengyel Tudományos Akadémia (Polska Akademia Nauk, PAN) felállítása terveit, a PAU iránt pedig korlátozásokat róttak ki: korlátoztak juttatásokat és kapcsolatokat a külfölddel, cenzurával sújtották, blokkolták a kiadványait. 1951 októberében megalakult a PAN, amelynek a szervek átadták a PAU-tól elvett kutatási kirendeltségeket, kiadványokat, gyűjteményeket, emléktárgyakat és annak vagyonát. A PAU újjáépítését csak az 1989-es rendváltozás tette lehetővé.
A város területének 1941-es német megnövelését a Városi Tanács 1948-ban hagyta jóvá. 1951-ben hozzácsatolták Nowa Hutát, 1973. január 1-jén pedig több más területet. A város mostani határait 1986-ban nyerte el, amikor további kisebb területeket csatoltak hozzá: az egyik délen (a mai Swoszowice kerülethez), a második északkeleten. 1973-ban életbe is lépett az új közigazgatási felosztás, melyben a várost négy kerületbe osztották fel: Śródmieście, Krowodrza, Nowa Huta és Podgórze.
1962-ben a népessége száma meghaladta az 500 000-et.
1964 februárjában a régi (még az osztrákok által megalakított) Czyżyny repülőtért áttelepítették Balicébe, a várostól nyugatra. A Honvédelmi Minisztérium döntésének megfelelően a hadirepülőtérhez tartozó területből 10 ha-t a jövőben épülő polgári repülőtérhez rendelték, mellyel megkezdődött a ma is üzemelő Krakkó II. János Pál repülőtér története.

### Nowa Huta

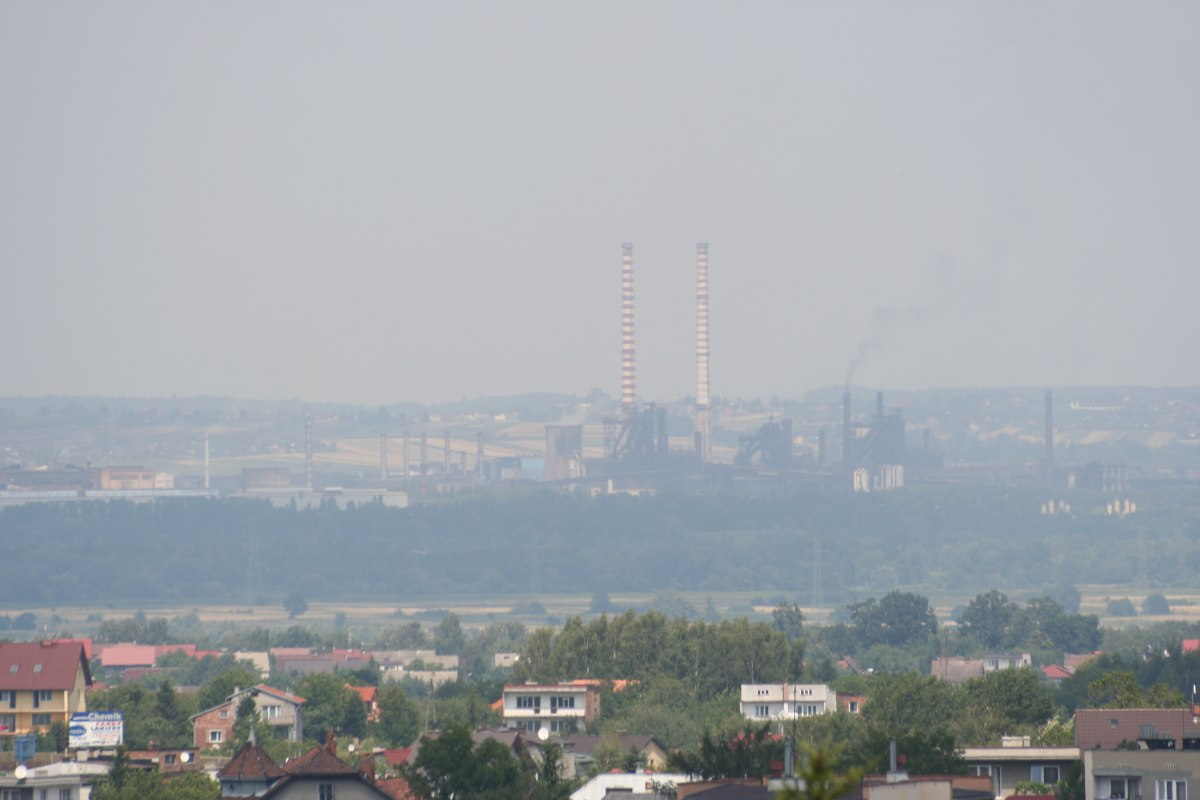
A Sendzimir kohó, volt Lenin kohó (kilátás Wieliczkáról)

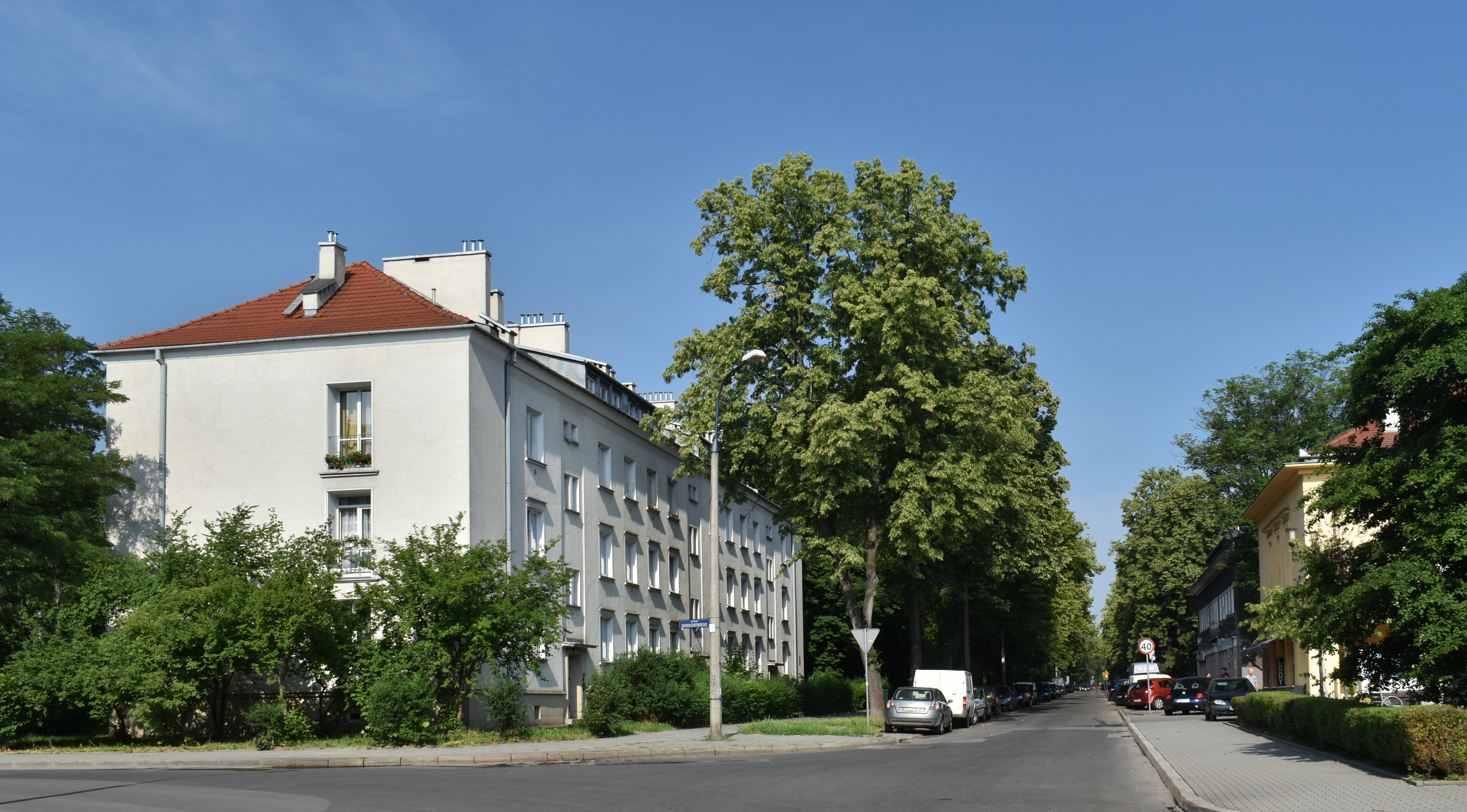
Az első ház Nowa Hutában (Wanda-lakótelep)

1946-ban Sztálin utasítást adott Bolesław Bierutnak, hogy építsenek Lengyelországban egy nagy vasművet. A hatéves terv (1950–55) alapköve volt, hogy a „szocializmus építésének” előfeltétele az ország gyors iparosítása. Ezért kifejlesztették a kohászatot és a gépipart, amely lehetővé tette a fegyveripar fejlődését, ami nélkülözhetetlen egy háború kitörése esetén. Bizottságot állítottak a megfelelő hely megválasztásához. Négy lehetőség adódott:
- Felső Szilézia – elvetették, mert könnyen elveszíthető volt egy esetleges háború kitörése esetén;
- Skawina – elvetették, mert a gyakori nyugati szelek a szennyezéseket Krakkó felé vitték volna;
- a Visztula torkolatánál a tengeren – elvetették, mert a sós víz alkalmatlan kohászati célokra (pl. az acél edzéséhez);
- Krakkótól keletre, Mogiła falu területén – elfogadásra került.

Az utolsó javaslatot választották, mivel
- a sziléziai és ukrán szén könnyen elérhető volt,
- a Visztula parti fekvés biztosítja a különféle technológiai eljárásokhoz szükséges ipari vizet és a nyersanyagok egyszerűen szállíthatóak a folyón (bár kikötő soha nem épült),
- a kohó és a munkásváros építésére szánt terület sík, majdnem lakatlan és a Visztula kiáradása nem veszélyezteti,
- szociális szempontból kedvező, hogy a nagy központ (Krakkó) közelsége munkásokat, lakásokat és kulturális lehetőségeket biztosított.

A választott hellyel kapcsolatos az egyetlen fenntartás az volt, hogy az ártéri talaj nagyon termékeny volt, így az emberek értékes földeket vesztettek el. Különösen úgy, hogy kártalanításképp a föld árának kevesebb mint 10%-át kapták meg. Az ott lakók veszteségeit ellensúlyozták az új munkahelyek, egészségügyi és oktatási létesítmények, a közlekedés és a rekreációs területek fejlesztése. A Krakkó környékén élő, apró gazdaságokat birtokló, elszegényedett népességnek ez a maga nemében társadalmi felemelkedést jelentett.
1949 júniusában a Mogiła falu területén felépítették az első, kétemeletes tömbházakat. Ezek az épületek faszerkezetű magastetős, míg a későbbiek lapostetőkkel készültek. Napjainkban több épület műemléki védettséget kapott. Az első lakótelepet Wanda-lakótelepnek (Osiedle Wandy) nevezték el.
1951 márciusában hozzácsatolták Nowa Hutát Krakkóhoz.
1952 májusában elkészült a város központi részének terve. A hír a sajtóban 1953 márciusában jelent meg, egy időben Sztálin halálhírével. Ez jó alkalmat teremtett, hogy Nowa Huta központi terét róla nevezzék el. Jelenlegi neve Ronald Reagan Központi tér (Plac Centralny imienia Ronalda Reagana), de a közbeszédben egyszerűen Központi térként emlegetik. A tér köré nyolcemeletes épületeket terveztek, ezekben a földszinteket és az első emeleteket kereskedelmi és szolgáltató célokra rendezték be.
1953 novemberében elnevezték a legfontosabb utcákat: a Lenin-utat (napjainkban Szolidaritás útja), Élmunkások útját és Hatéves Terv útját (napjainkban II. János Pál útja), Októberi Forradalom útját (napjainkban Anders tábornok útja).
Az újonnan épített városba főként a közeli falvak lakosai települtek le, magasabb keresetet remélve. A többségének még fogalma sem volt a városi életről, ezért elég gyakran előfordult, hogy fürdőszobákban baromfit vagy disznókat tenyésztettek, illetve hajcsavarókkal és pongyolában sétáltak lakótelepen. A cigányság, akiket a párt kényszerített hogy a Willowe és Wanda lakótelepekre települjenek és a kohónál dolgozzanak, a régi élethez hozzászokva, rendszeresen tüzet gyújtottak a lakásaikban. A munkások kapcsolata Krakkóval gyenge volt, amit a közlekedés hiánya nehezített: általában vasárnapi misére, sétálni vagy vásárolni mentek Krakkóba, bár a helyi boltok ellátása a kornak megfelelő volt.
Új környezet, régi társadalmi kötelékek megszakítása, kommunista terror és aszketikus életkörülmények (a lakások szűkösnek bizonyultak, az egészségügyi ellátás elhanyagolt volt) okozták a bűnözési hullámok elindulását. Ez a tünet „mindennapi” volt abban az időben az egész országban, de még erősebben jelent meg a minden nagyobb városban megépült szocialista tömbházi övezetekben, ahová „véletlenszerűen” települtek emberek az egész országból. Nowa Huta ebben is kimagaslott. A párt és a rendőrség jelentéseiből következtetni lehet az illegális lakásfoglalókra, gyakori volt a vandalizmus és a munkakerülés, a prostitúció és az iszákosság virágozott, az új beruházásokat lopások és korrupció kísérték.
Figyelmet érdemel a tény, hogy kezdetben templom építését nem vették számításba – a városnak teljesen szocialistának kellett lennie. Ennek ellenére 1952-ben az államszervek jóváhagyták egy római katolikus templom építését, melynek a leendő építési helyén a lakosok keresztet állítottak. Később ugyanoda egy iskola építésére adtak engedélyt. 1960 áprilisában az építés helyszínére érkező munkagépek munkáját, feladatuk a kereszt kiásása volt, a helyi lakosok megakadályozták. Zavargások és harcok törtek ki a rendőrség és a lakosok között, végül megvédték a keresztet. Az iskolát a közelben építették ki, viszont a templom csak 2001-ben épült fel azon a helyen. Az első templomot 1967 októberében emelték, de más helyen.
Ma Nowa Huta ugyanolyan átlagos tömbházas lakótelep, mint sok más Lengyelországban. A bűnözés is átlagos (az 1980-as években még sokkal alacsonyabb is volt mint Krakkó más kerületeiben). Ennek ellenére a krakkóiak (és szintén a lengyelek) között meggyőződés, hogy „Nowa Hutában ok nélkül is gyilkolhatnak”. A legveszélyesebb kerületek Krakkóban az Óváros és Podgórze: ott regisztrálja a rendőrség a legtöbb bűncselekményt, ugyanakkor ott a legnagyobb a rendőri jelenlét is, ezért a lakosok biztonságban érzik magukat. Nowa Huta esetén fordított a helyzet: jelenleg Nowa Huta lakosságának életkora magas, épp a fiatalok hiánya okozza az új vállalkozások hiányát és az előítéletek fennmaradását, a bűnözést is beleértve. Emiatt Nowa Huta meglehetősen szegény kerület.
Mostanában Krakkót a lengyel városok gyöngyének tartják. A nagyszerűségét ragyogó műemlékeinek, az aktív tudományos és kulturális intézményeinek köszönheti. Ennek következtében Krakkó jól ismert Lengyelországban, Európában és a világon egyaránt.

## Fordítás
Ez a szócikk részben vagy egészben következö lengyel Wikipédia-szócikkek fordításán alapul:
- pl:Kalendarium Historii Krakowa
- pl:Rzeczpospolita Krakowska
- pl:Twierdza Kraków
- pl:Sonderaktion Krakau
- pl:Nowa Huta

A fordítás eredetijének szerzőit az eredeti cikkek laptörténete sorolja fel.